# Українці
Українці — слов'янський народ, основне й автохтонне населення України від найдавніших часів, найбільша слов'янська етнічна група на території сучасної України. Як етнос сформувався на землях сучасної України та частках суміжних земель сучасних: Польщі, Білорусі, Молдови, Румунії, Словаччини, Словенії, Угорщини. Українці розмовляють українською мовою, що належить до східнослов'янської мовної групи. За релігійною приналежністю — переважно християни. До XX століття вживали самоназву русини і козаки. Також українців історично називали рутенами, черкасами.
За межами території України проживають: в Польщі, Словаччині, Словенії, Чехії, Німеччині, Великобританії, Канаді, США, Казахстані, Бразилії, Угорщині, Росії та багатьох інших країнах. Загальна чисельність перевищує 46 мільйонів осіб. З них 37 мільйонів мешкає в Україні. 

## Історія

### Етноніми
Самоназвами українців до XIX століття були «русь» або «русини», похідні від імені середньовічної Руської держави. Ці назви фігурують в українських літописах, діловодстві, релігійній та світській літературі XIII—XIX століть. У латинських текстах русинів часто записували «рутенами», а в грецьких джерелах і похідних від них — «росіянами». У тогочасній літературі «русини» (русь, рутени, росіяни) протиставлявся «литві» (литовцям, литвинам), «ляхам» (полякам) та «москві» (москвинам, сучасним росіянам).
У XVI—XIX століттях, паралельно із назвою «русини», українців називали «козаками». Це було пов'язано з тим, що Україна була центром володінь козацької вольниці — Війська Запорозького. З кінця XVII до початку XIX століття, після входження більшої частини українських земель до складу Російської імперії, українців також називали «малоросами» (малоруським, малоросійським народом), за візантійською церковною назвою України — «Мала Росія».
У 1590 році вперше у вітчизняній історіографії увів до політичного словника назву «український народ» — руський шляхтич, доктор теології, церковний та суспільно-політичний діяч Речі Посполитої Йосиф Верещинський, виповнивши її етнополітичним змістом. Етнонім «українці» вперше відстежується наприкінці XVI століття в документах, присвячених козацькому повстанню Наливайка.
Перший документ, де фіксується саме національність «українець» датується 1660 роком. Коли абітурієнт з України Йозеф Данило Дзик вступав до Падуанського університету, на території сучасної Італії, він записав — «Йозеф Данило Дзик, кафедральний вікарій Луцький, національність — українець, Київський дистрикт». До цього всі студенти з України, які проходили навчання в університетах Європи з 1353 року, записували себе як «рутени», «русини», представники «нації рутенської з України» та рідше як «роксалани». Пізніше студенти записували себе як «козаки» (1700, 1746), «русо-українці» (1763) та «українці» (1762, 1770).
У першій половині XVII століття «українцями» називали послів на сеймах Речі Посполитої від Київського, Брацлавського і Чернігівського воєводств. В козацьку добу «українцями» позначали мешканців козацьких політій — Гетьманщини, Слобожанщини і Запоріжжя. З другої половини XVII століття етнонім «українці», а особливо «народ український» вже широко використовувався гетьманами України і козацькою старшиною Війська Запорозького. З початку XIX століття, аби підкреслити свою окремішність від росіян (великоросів), харківська українська інтелігенція стала використовувати назву «українці» як загальний етнонім замість давньої назви «русини». Ця нова самоназва остаточно затвердилася у Наддніпрянській Україні після національно-визвольного руху 1917—1920 років та радянської українізації. Те ж саме відбулося на Галичині і Буковині у 1918—1940 роках завдяки діяльності українських націоналістичних організацій.

### Етногенез

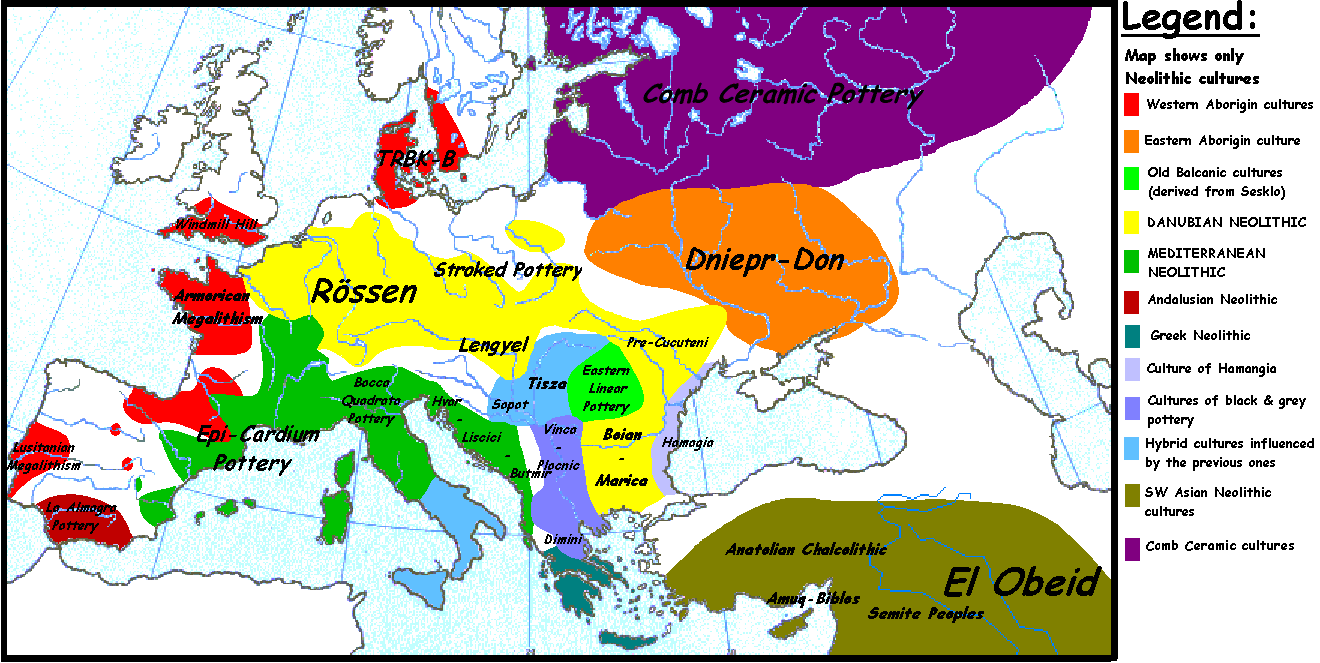
Дніпро-донецька культура та трипільська культура на карті неолітичних культур Європи

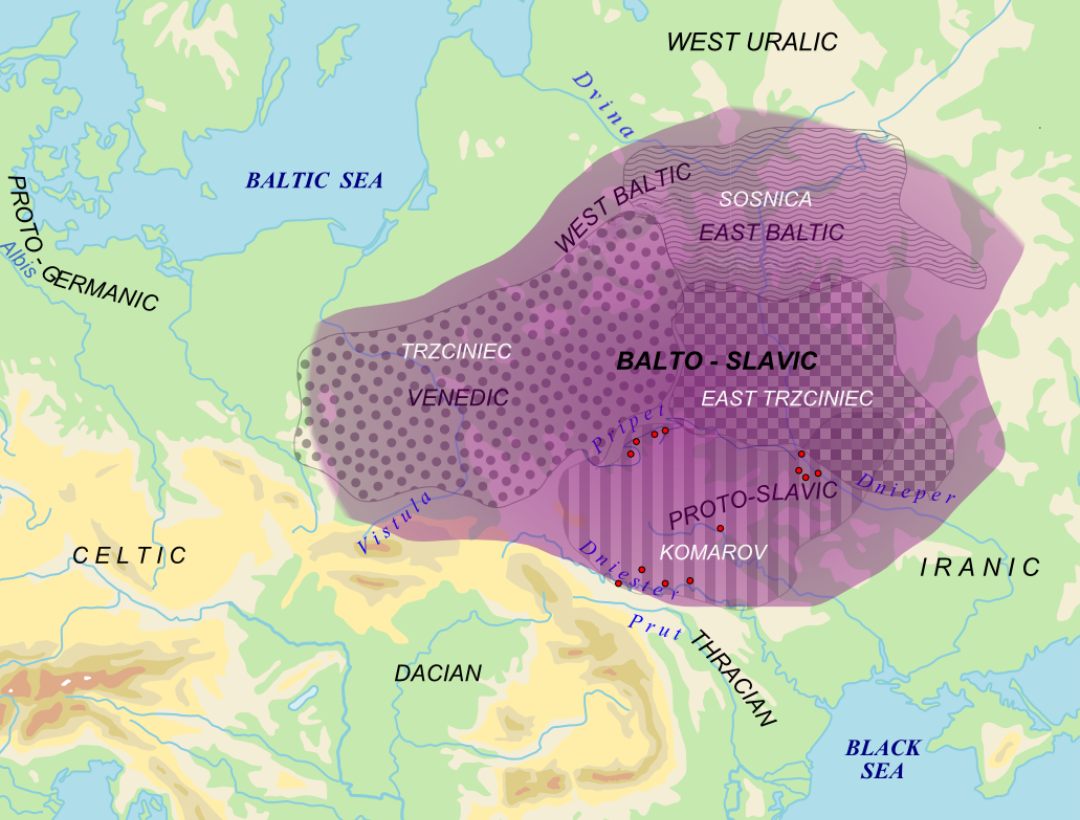
Балто-слов'янська мовна спільність

Ареал діалектів української мови. Початок XX століття

Українці — індоєвропейський слов'янський етнос, коріння якого на теренах України сягає ймовірно неоліту.
Територія України є частиною того етнокультурного простору, де різного часу відбувалися процеси становлення індоєвропейців, праслов'ян, слов'янських етнічних утворень. Подніпров'я, Полісся, Лівобережжя — регіони утворення/поширення археологічних культур, що ототожнюються з індоєвропейцями (див.: дніпро-донецька культура, середньостогівська культура, ямна культура). Індоєвропейські племена були сучасниками племен-носіїв трипільської культури, які мешкали на півдні Правобережжя. Появі на історичній арені слов'ян передувало тривале в часі існування гіпотетичного балтослов'янства (див.: культура шнурової кераміки, тшинецько-комарівська культура, сосницька культура), праслов'янства. У I тисячолітті до н. е. в степах України кочували іраномовні племена, які взаємодіяли з присутніми неподалік від них культурами Подніпров'я, що мали стосунок до утворення праслов'янських спільностей (див.: чорноліська культура, милоградська культура). У першій половині I тисячоліття н. е. у лісостеповій і лісовій зонах України існували зарубинецька культура, волино-подільська культура, київська культура та «готська» черняхівська культура, носіями яких повністю або частково були праслов'яни. На їхній основі в середині I тисячоліття н. е., після навали гунів, виникли такі ранньосередньовічні спільності, як корчацька, пеньківська, колочинська, що пов'язуються зі слов'янськими племінними союзами антів та склавінів.
За концепцією етногенезу українців, яку у XIX—XXI століттях творили М. Грушевський, М. Костомаров, М. Максимович, Я. Дашкевич, Г. Півторак, В. Баран, Л. Залізняк та інші, український етнос постав на основі слов'ян, нащадків антів та склавінів — літописних полян, волинян, сіверян, тиверців, деревлян, уличів, білих хорватів та дреговичів, об'єднаних у середньовічній руській (українській) державі. Слід зазначити, що українська етнокультурна спільнота, маючи у своїй основі праслов'янську складову, також увібрала у себе іранський (спадок скіфів, сарматів), германський (спадок готів), гунський, балтський, фракійський, кельтський елементи. У Середньовіччі, в етногенезі українців взяли участь скандинави (варяги) та вихідці з тюркських народів (печеніги, половці, чорні клобуки,торки, булгари). Щодо тюркських народів, що залишили слід в етногенезі сучасних українців можна додати також кримських татар та татар-липок (більшість асимілювалися внаслідок прийняття християнства та міжетнічних шлюбів).
Існує також трипільсько-індоєвропейська теорія походження українців, над творенням якої працювали такі дослідники, як В. Хвойка, В. Щербаківський, Я. Пастернак.
Інші концепції можна визначити як пізньосередньовічні, вони є переважно російсько-радянськими за своїм походженням. Так, у середині XX століття радянський історик В. Мавродін висунув концепцію, згідно якої у часи Київської Русі, утворився окремий східнослов'янський етнос — «давньоруська народність». Ця концепція лежала в основі офіційної радянської схеми історії східних слов'ян. Американський історик Омелян Пріцак також припускав, що в етногенезі українців, а також росіян взяли участь східноєвропейські половці, які після монгольського завоювання 1230—1240-х років, нібито залишилися в степах Східної Європи і не прийняли іслам.
Критерієм визначення завершення етногенезу українців є етнічна самосвідомість, відображена у відповідному етнонімі «русь» / «русин» який вживався як самоназва всього слов'янського населення України з кінця XII — початку XIII століть аж до XVIII століття включно, а можливо, й довше (остання виявлена фіксація у джерелах зі Східно-Центральної України — 1728 року, а в фольклорних творах — 1850-ті роках). Поширення першого українського ендоетноніма на всі слов'янські землі Південної Русі, а отже, і формування відповідної самосвідомості, достатньо добре відображено у джерелах. Як регіональна самоназва українського населення західних областей України цей термін, вже у формі «русини», побутував до першої половини XX століття, коли й був витіснений новим загальноукраїнським ендоетнонімом «українці». Отже, етнос, який виникає на слов'янських землях Південної Русі наприкінці XII — на початку XIII століть, є саме українським.

## Антропологіятагенографія

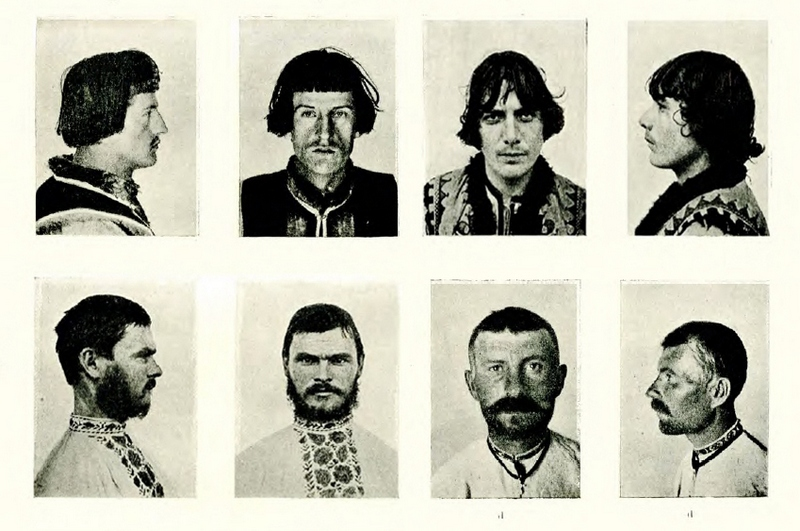
Чоловічі антропологічні типи українців (Федір Вовк, 1928)

Українці належать до європеоїдної раси, та переважно відносяться до «центральноукраїнського типу», окрім менших груп які більш споріднені з білорусами, поляками, частиною росіян (у цих народів переважає валдайський варіант дунайського типу, який вирізняється значно більшою світлопігментованістю), словенцями, чехами, деякими популяціями хорватів, а також німців, австрійців і литовців.
Українці зазвичай брахікефальні, в більшості своїй — високорослі, колір волосся варіюється залежно від конкретного субетносу, проте світлоокі майже у всіх притаманних для українців антропологічних типах (крім динарського), переважають над темноокими.
За низкою ознак (профілювання обличчя, поперечний профіль спинки носа, виступ крил носа, положення ніздрів, розвиток складки верхньої повіки) деякі групи населення України (Середнього Подніпров'я, Лівобережжя), безсумнівно європеоїди, мають незначний відсоток домішки, пов'язаної з асиміляцією степових тюркських груп з певним монголоїдним елементом.
Аналіз генетичних особливостей корінних українців за батьківською лінією вказує, що найчастотнішою гаплогрупою Y-хромосом українців є R1a, яка зустрічається у 41,5-54,0 % осіб. Така ж висока частотність групи R1a визначальна для поляків, південних росіян, білорусів, словенців, литовців, серболужичанів та деяких народів Індійського субконтиненту. За деякими даними також для угорців.
Характерною ознакою українців є вкрай низька їх генетична гетерогенність порівняно з іншими європейськими народами.

## Розселення

### Етнічна територія

Розселення українців у світі

Заселений переважно етнічними українцями ареал Європи розташований в її центрально-східній частині, на південному заході Східноєвропейської рівнини, у Східних Карпатах і прилягає до Чорного й Азовського морів. Українська етнічна територія охоплює близько 600 тис. км² (без врахування відірваних від суцільної етнічної території українських етнічних анклавів) і простягається приблизно на 1400 км із заходу на схід широкою смугою переважно від 300 до 700 км з півночі на південь.
Особливістю української етнічної території серед величезних євразійських просторів усіх сучасних слов‘янських народів є те, що найімовірніше саме на ній сформувалася праслов‘янська етнічна спільнота, частина якої (та, що не мігрувала звідси) з часом розвинулася в сучасних українців. Ядро української етнічної території від початку формування українців до сьогодні було розташоване в межах сучасної державної (національної) української території.
Українці віддавна сприймали природне середовище як невіддільну складову рідного краю. Заселені українцями землі мали і мають великі ресурси для сільськогосподарського і промислового виробництва, мають геополітичне та історично-політичне значення. Це розпалювало загарбницькі апетити чужинців.
Обриси і площа української етнічної території з плином часу змінювалися в залежності від конкретних історичних обставин та від політики щодо українців, яку провадила певна державна влада на підконтрольних частинах українських земель. У лісостеповій та степовій смугах України українська людність під тиском кочових племен не один раз рідшала й зовсім зникала, потім знову селилася з північних і західних українських земель. Велику роль у розвитку етнічної території українців та етнічного складу людності українських земель відігравали міграційні процеси.
У XIX столітті і майже до середини XX століття українська етнічна територія виходила далеко за межі сучасної території України, охоплюючи південно-західну частину сучасної Білорусі, низку прилеглих до сучасної української національної території районів Польщі, Словаччини, Румунії, Молдови та Росії. Попри значні територіальні втрати етнічна територія українців продовжує залишатися найбільшою серед європейських народів та другою за величиною у Європі (після європейської частини етнічної території росіян, які за географічною класифікацією є євразійським етносом).

### Карти

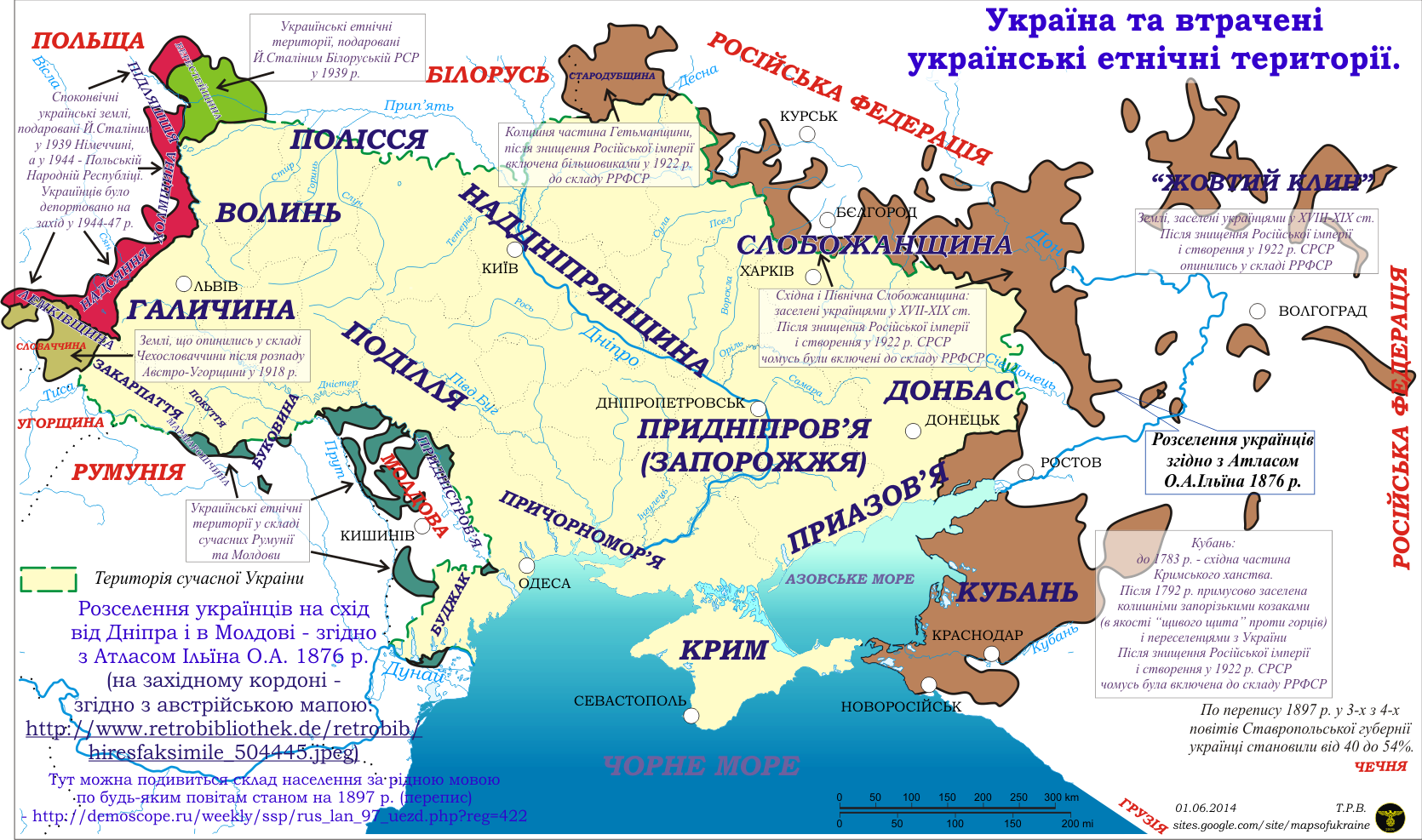
Розселення українців за межами сучасної України у Південно-Східній Європі, 1876 рік (згідно з Атласом Ільїна)
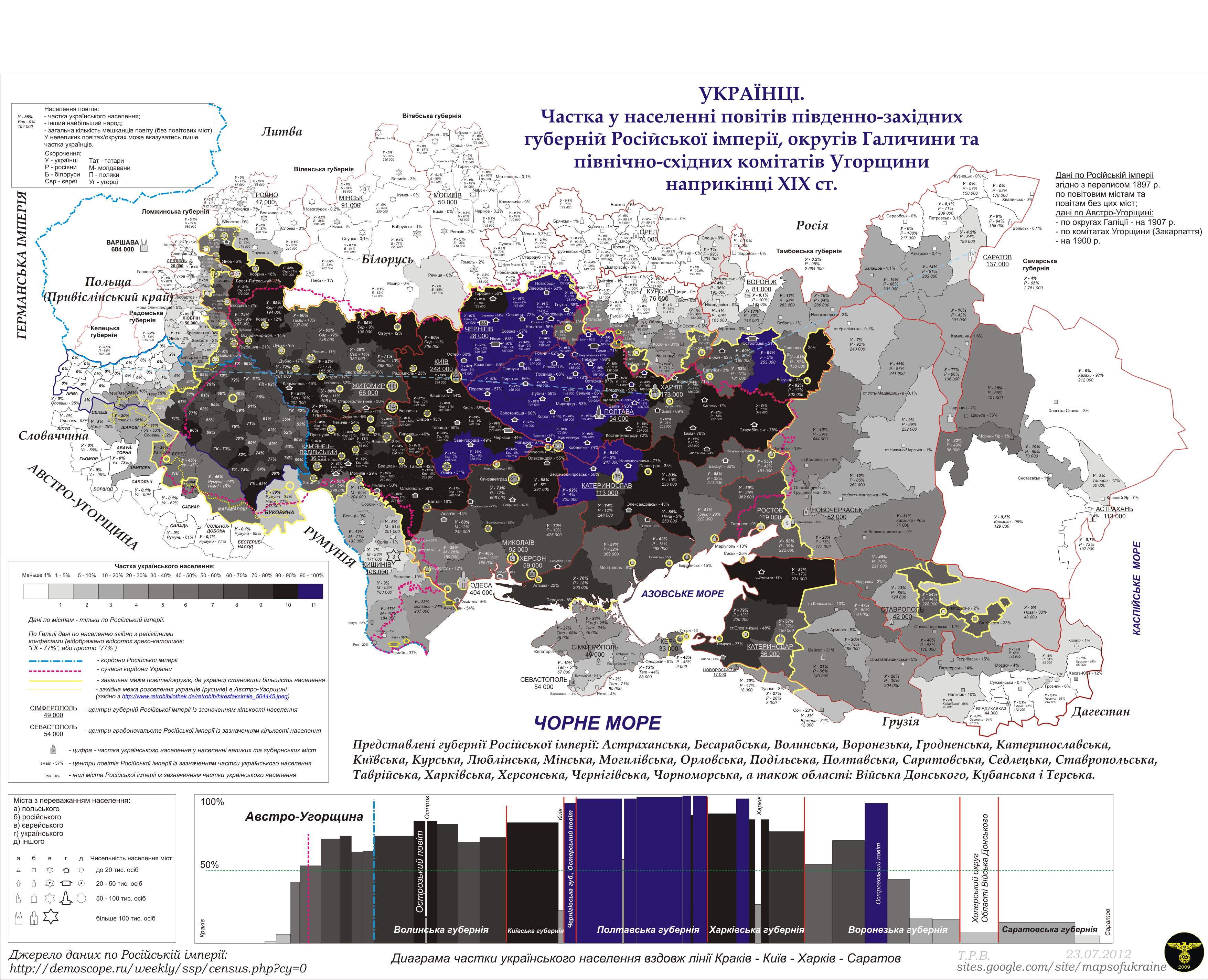
Частка українців по повітах Російської імперії, округах та комітатах Австро-Угорщини на кінець XIX століття
За переписом 1897 року українці (жовтий колір) були найчисельнішим народом у Південно-Уссурійському окрузі, який займав більшу частину нинішнього Приморського краю
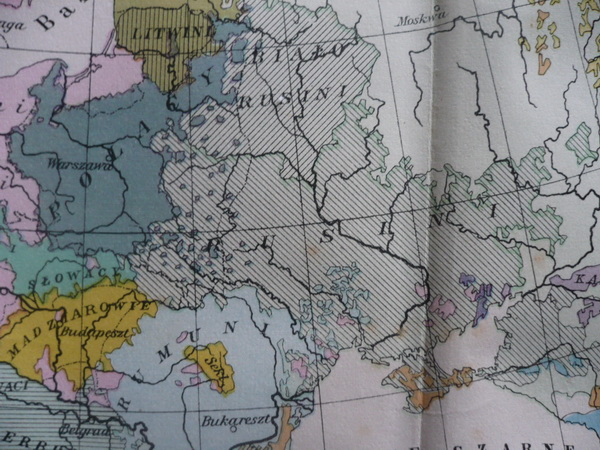
Польська карта населення Центральної Європи, 1927. Українці на ній позначені як русини, білоруси — білорусини
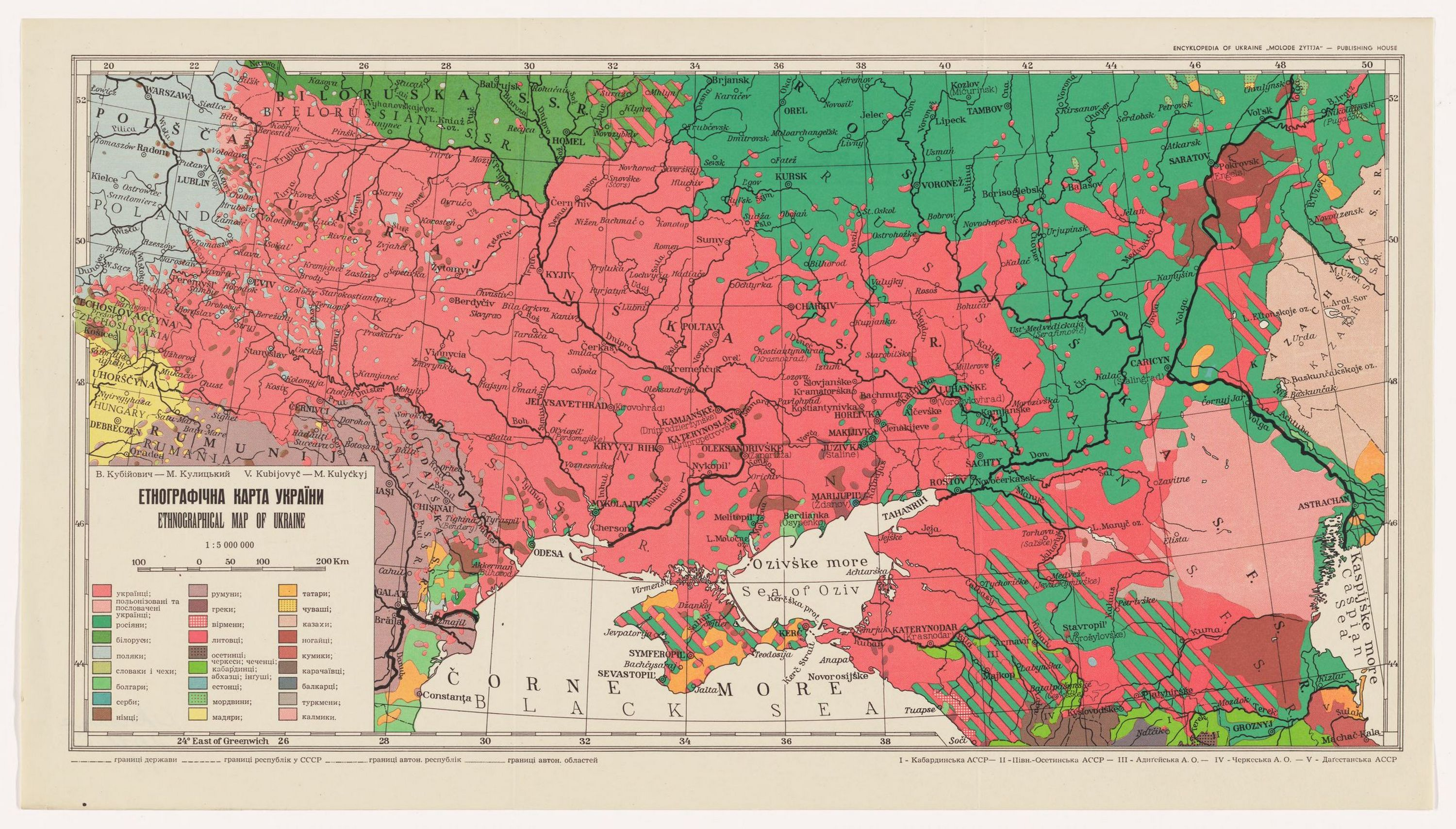
Мапа розселення українців, 1940 рік
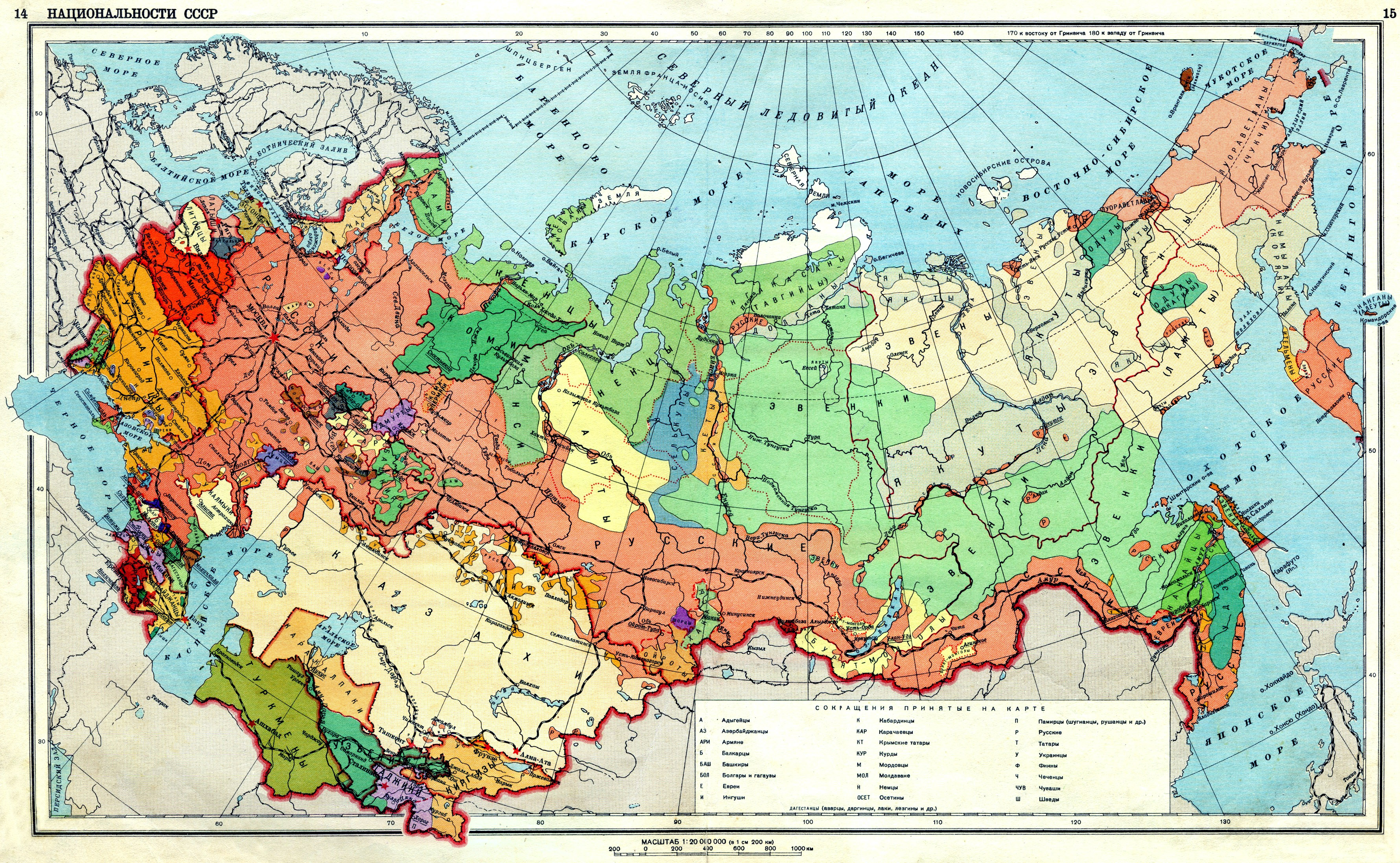
Розселення українців (поряд з іншими етносами) на території СРСР, 1941 рік
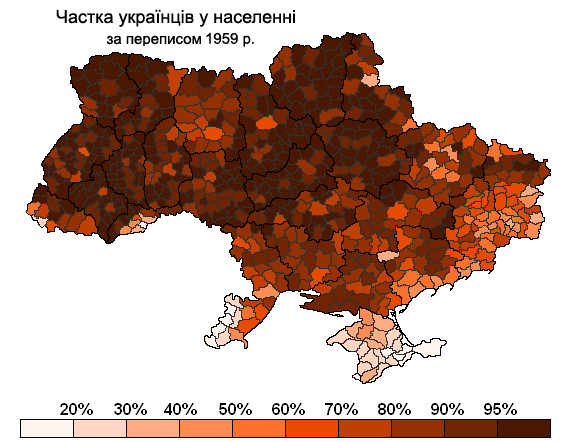
Частка українців у районах (перепис населення 1959 року)
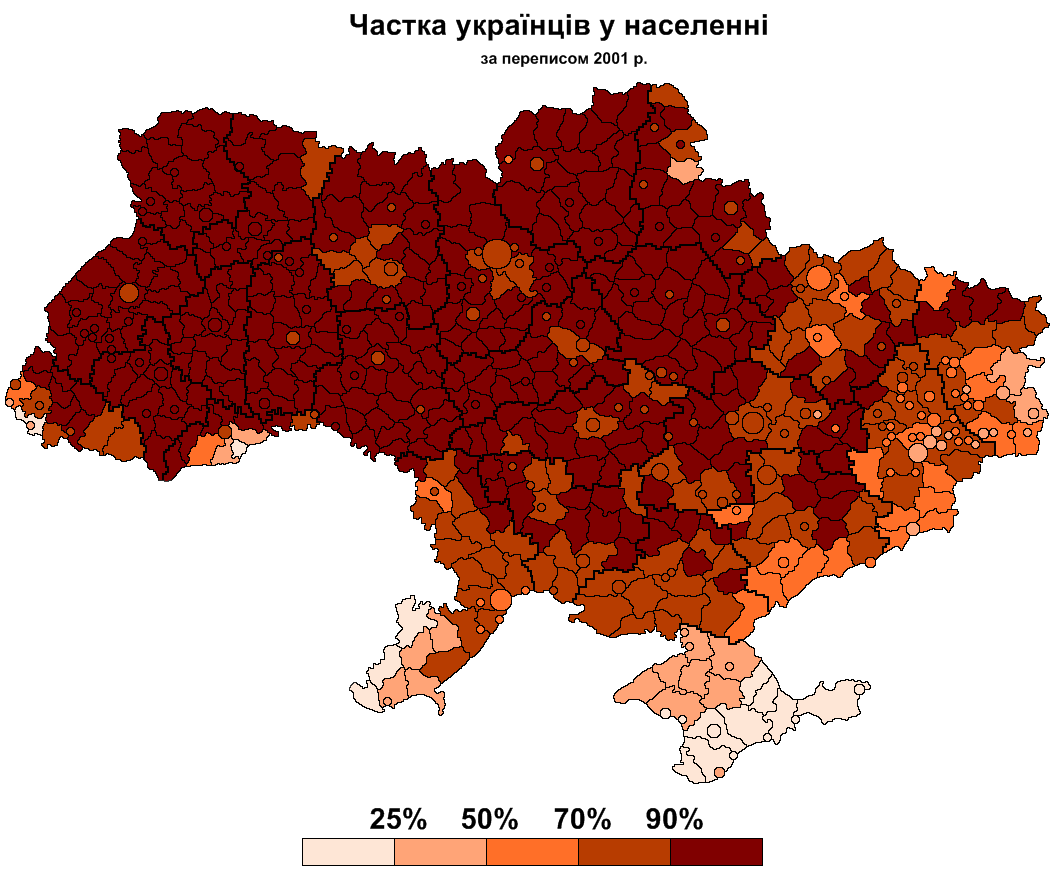
Частка українців у районах та містах (перепис населення 2001 року)
Частка українців за областями України (перепис населення 2001 року)
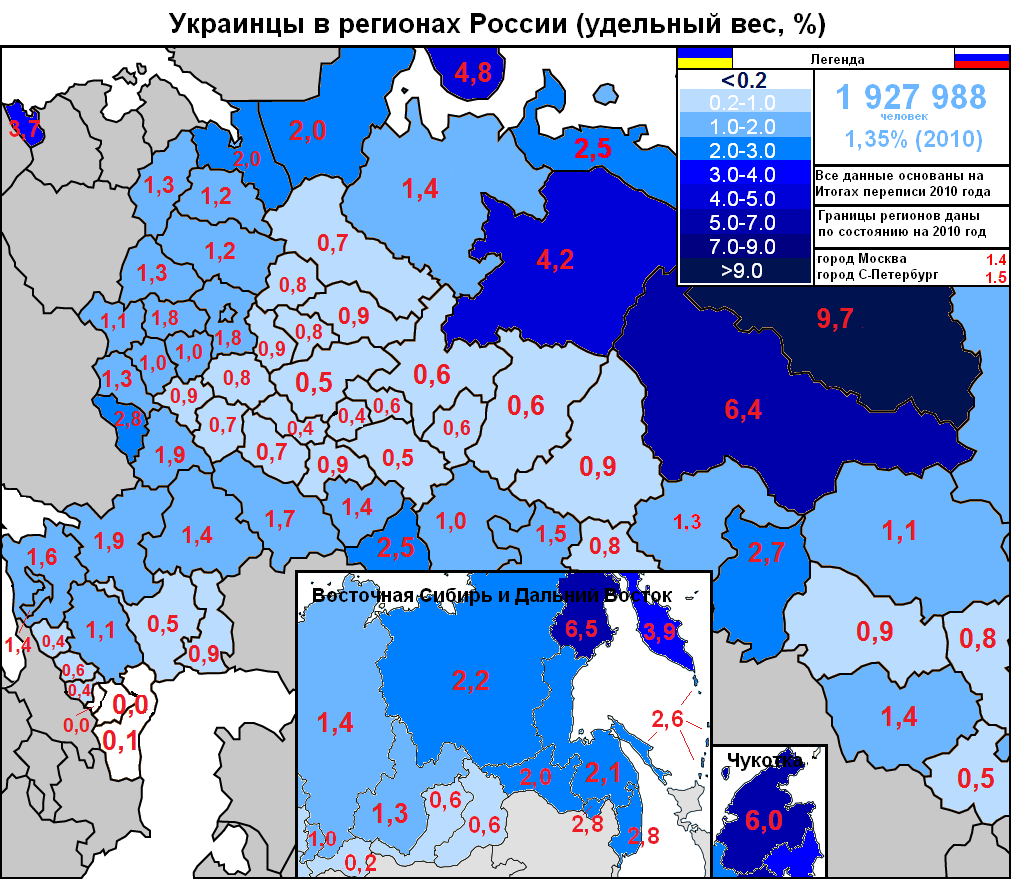
Частка етнічних українців у регіонах Росії згідно з переписом 2010 року
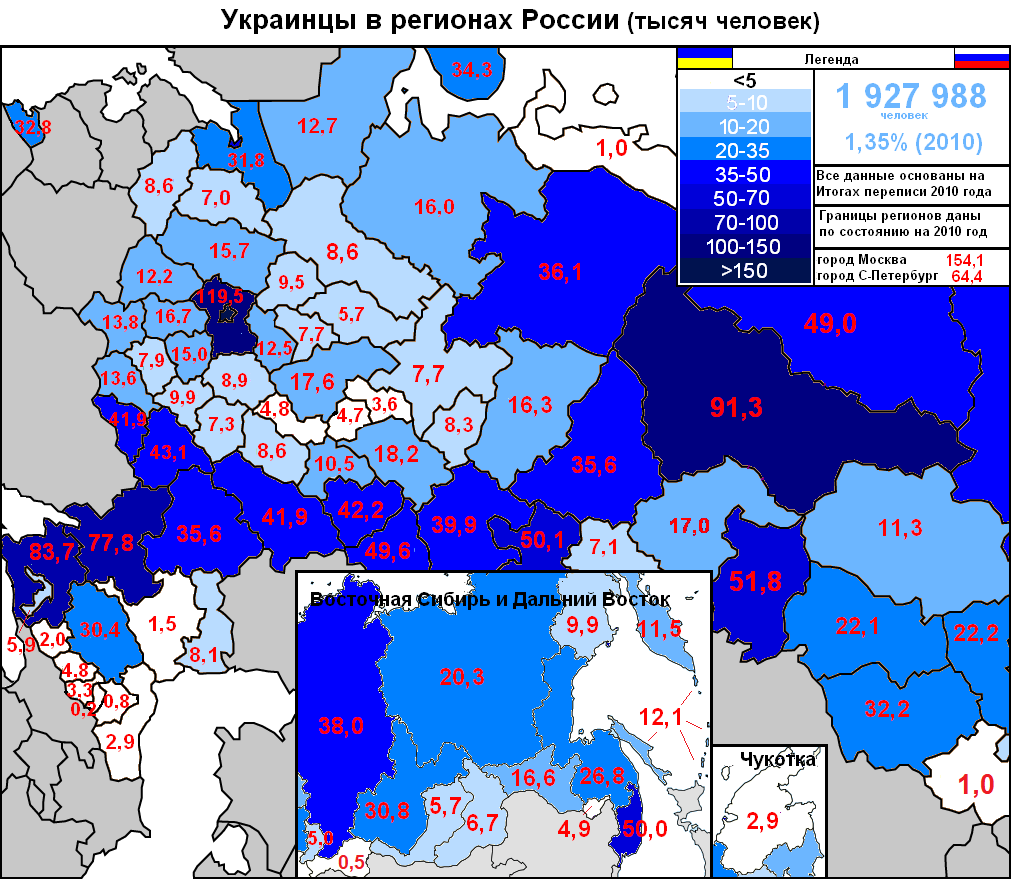
Українське населення (тис. осіб) в регіонах РФ, перепис 2010 року

## Чисельність

### У XIV—XVII століттях
У 1300 році чисельність населення усіх українських земель становила 3,2 млн осіб, у 1400 році — 3,7 млн, у 1500 році — 4,4 млн, у 1550 році — 4,9 млн, у 1600 році — 5,2 млн.

### У XVIII—XXI століттях
| - 1719 р. — 5952 тис. - 1795 р. — 10683 тис. - 1858 р. — 15971 тис. - 1897/1900 р. — 26369 тис. - 1910/1917 р. — 35533 тис. - 1926/1931 р. — 37228 тис. - 1939 р. — 35617 тис. - 1959 р. — 38708 тис. - 1979 р. — 44995 тис. - 1989 р. — 48290 тис. | - 1719 р. — 4912 тис. - 1795 р. — 8695 тис. - 1858 р. — 12729 тис. - 1897/1900 р. — 20982 тис. - 1910/1917 р. — 27051 тис. - 1926/1931 р. — 27568 тис. - 1939 р. — 29607 тис. - 1959 р. — 32158 тис. - 1970 р. — 35284 тис. - 1979 р. — 36496 тис. - 1989 р. — 37419 тис. - 2001 р. — 37542 тис. |

### Перепис 2001 року
Чисельність та частка українців в Україні за даними перепису 2001 року
| Назва регіону             | Населення, млн. | Українців, млн. | % населення регіону | % від чисельності українців в Україні |
| ------------------------- | --------------- | --------------- | ------------------- | ------------------------------------- |
| Дніпропетровська область  | 3 561 224       | 2 825 781       | 79,3 %              | 7,5 %                                 |
| Донецька область          | 4 825 563       | 2 744 149       | 56,9 %              | 7,3 %                                 |
| Львівська область         | 2 605 956       | 2 471 033       | 94,8 %              | 6,6 %                                 |
| Київ                      | 2 566 953       | 2 110 767       | 82,2 %              | 5,6 %                                 |
| Харківська область        | 2 895 813       | 2 048 699       | 70,7 %              | 5,5 %                                 |
| Київська область          | 1 821 061       | 1 684 803       | 92,5 %              | 4,5 %                                 |
| Вінницька область         | 1 763 944       | 1 674 135       | 94,9 %              | 4,5 %                                 |
| Одеська область           | 2 455 666       | 1 542 341       | 62,8 %              | 4,1 %                                 |
| Полтавська область        | 1 621 207       | 1 481 167       | 91,4 %              | 3,9 %                                 |
| Луганська область         | 2 540 191       | 1 472 376       | 58,0 %              | 3,9 %                                 |
| Івано-Франківська область | 1 406 129       | 1 371 242       | 97,5 %              | 3,7 %                                 |
| Запорізька область        | 1 926 810       | 1 364 095       | 70,8 %              | 3,6 %                                 |
| Хмельницька область       | 1 426 649       | 1 339 331       | 93,9 %              | 3,6 %                                 |
| Черкаська область         | 1 398 313       | 1 301 183       | 93,1 %              | 3,5 %                                 |
| Житомирська область       | 1 389 293       | 1 254 855       | 90,3 %              | 3,3 %                                 |
| Чернігівська область      | 1 236 065       | 1 155 354       | 93,5 %              | 3,1 %                                 |
| Сумська область           | 1 296 763       | 1 152 034       | 88,8 %              | 3,1 %                                 |
| Рівненська область        | 1 171 445       | 1 123 401       | 95,9 %              | 3,0 %                                 |
| Тернопільська область     | 1 138 500       | 1 113 516       | 97,8 %              | 3,0 %                                 |
| Миколаївська область      | 1 262 899       | 1 034 446       | 81,9 %              | 2,8 %                                 |
| Волинська область         | 1 057 214       | 1 024 955       | 96,9 %              | 2,7 %                                 |
| Кіровоградська область    | 1 125 704       | 1 014 616       | 90,1 %              | 2,7 %                                 |
| Закарпатська область      | 1 254 614       | 1 010 127       | 80,5 %              | 2,7 %                                 |
| Херсонська область        | 1 172 689       | 961 584         | 82,0 %              | 2,6 %                                 |
| Чернівецька область       | 919 028         | 689 056         | 75,0 %              | 1,8 %                                 |
| Автономна Республіка Крим | 2 024 056       | 492 227         | 24,3 %              | 1,3 %                                 |
| Севастополь               | 377 153         | 84 420          | 22,4 %              | 0,2 %                                 |

### Історико-етнографічні регіони

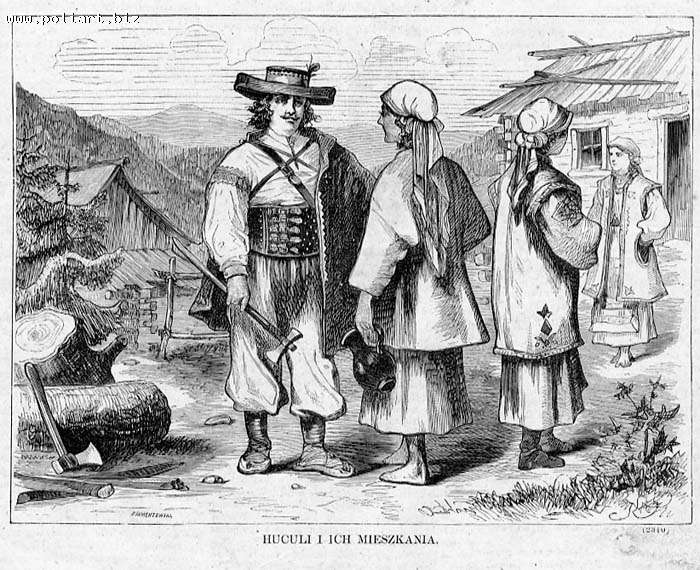
Закарпаття, гуцули

Особливості історичного розвитку різних територій України, їхні географічні розходження обумовили виникнення історико-етнографічних районів українців — Бойківщина, Бессарабія, Буджак, Буковина, Волинь, Галичина, Гуцульщина, Донщина, Закарпаття, Запоріжжя, Зелена Україна, Карпатська Україна, Кубань, Курщина, Лемківщина, Лівобережна Україна, Малиновий клин, Мармарощина, Надбужжя, Середня Наддніпрянщина (Київщина, Полтавщина), Наддністрянщина, Надпоріжжя, Надпруття, Надсяння, Надросся, Надчорномор'я, Підляшшя, Поділля, Подніпров'я, Покуття, Полісся, Посулля, Правобережна Україна, Приазов'я, Прибужжя, Придністров'я, Придунав'я, Прикарпаття, Пряшівщина, Сірий клин, Слобожанщина, Ставропольщина, Стародубщина, Терщина, Холмщина, Червона Русь, Чернігівщина.
Різні історичні долі окремих груп українського народу вплинули на формування деяких особливостей їх культури. В карпатському регіоні виділяються гуцули, лемки, бойки. На півночі України — поліщуки. В районі чернігівського Полісся існує невелика локальна група литвинів.

### Діаспора

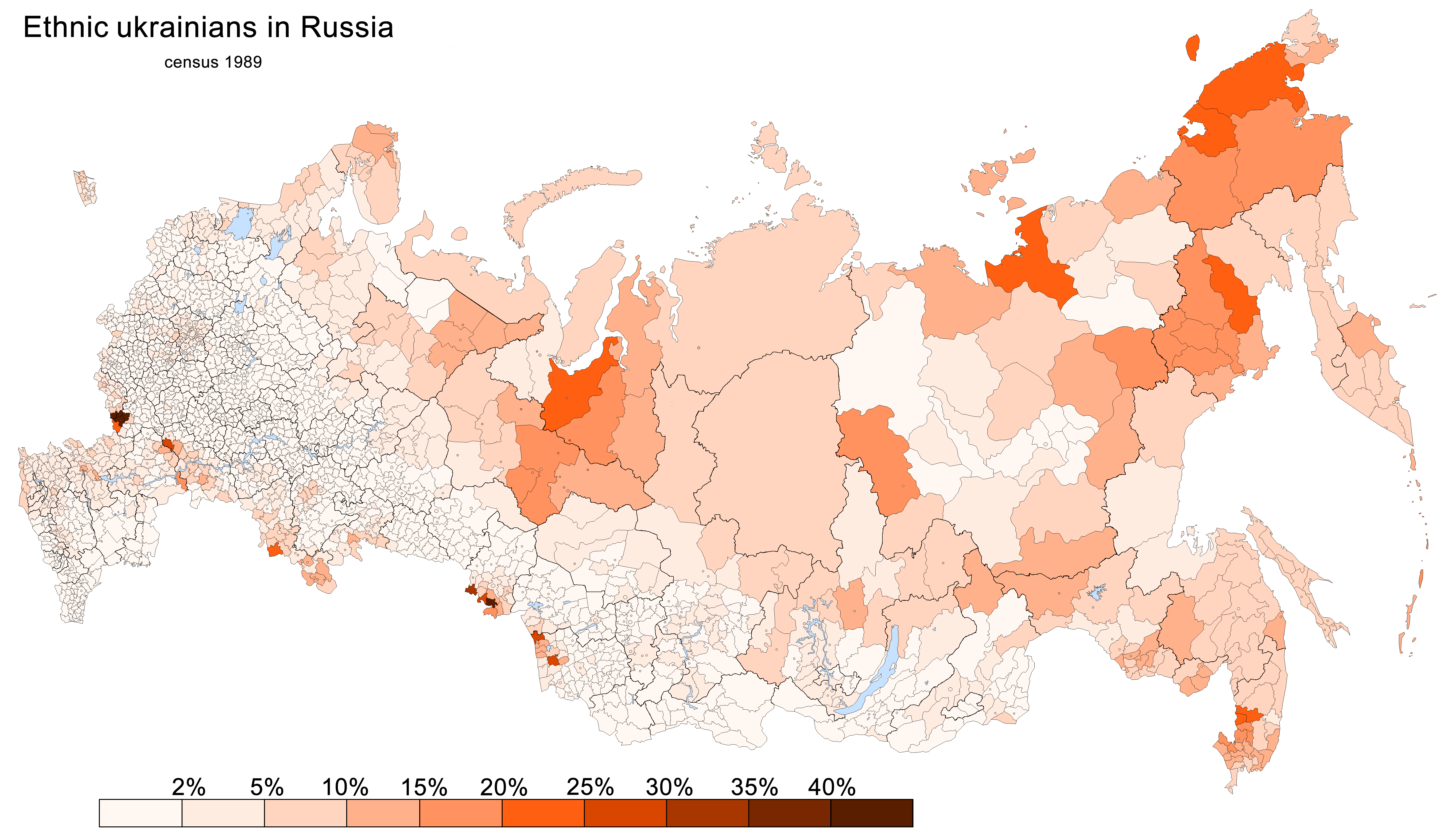
Українці в Росії (1989)

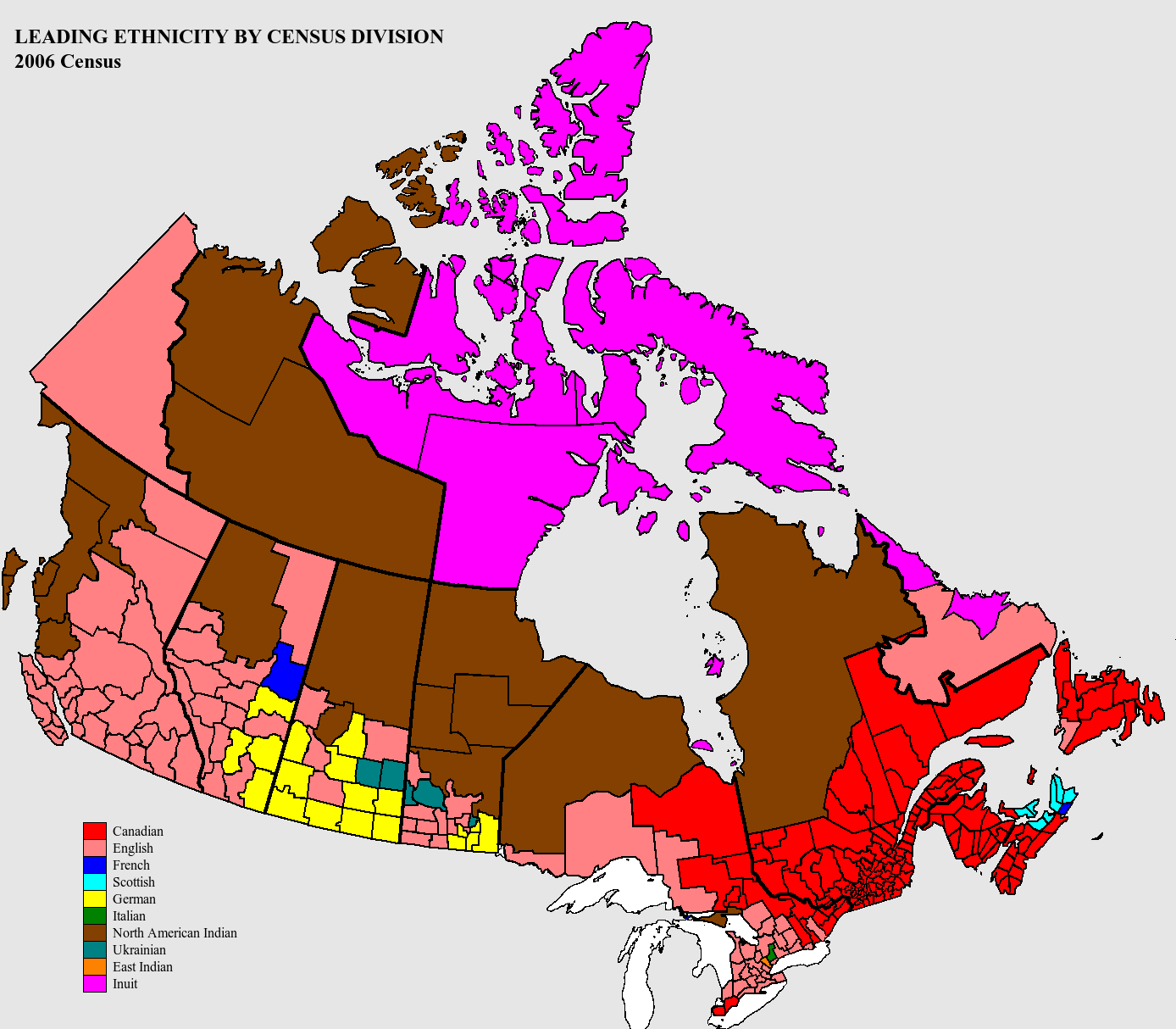
Українці в Канаді (2008)

| Росія: 1 927 988 (2010) Канада: 1 209 085 (2006) США: 976 314 (2009) Бразилія: 1 010 000 (оцінка, 1996)[джерело?] Казахстан: 333 031 (2009) Аргентина: 300 000 (оцінка) Молдова: 282 406 (2004) Італія: 223 782 (2012) ПМР: 160 069 (перепис 2004) Білорусь: 158 723 (2009) Узбекистан: 104 720 (оцінка 2000) | Португалія: 66 041 Румунія: 51 703 (2011) Латвія: 45 798 (2011) Німеччина: 123 000 Австралія: 38 791 (2011) Польща: 1 200 000 (2015) Естонія: 22 573 (2011) Азербайджан: 21 500 (2009) Литва: 16 423 (2011) Словаччина: 7 430 (2011) В інших країнах: 200 000 |

## Мова

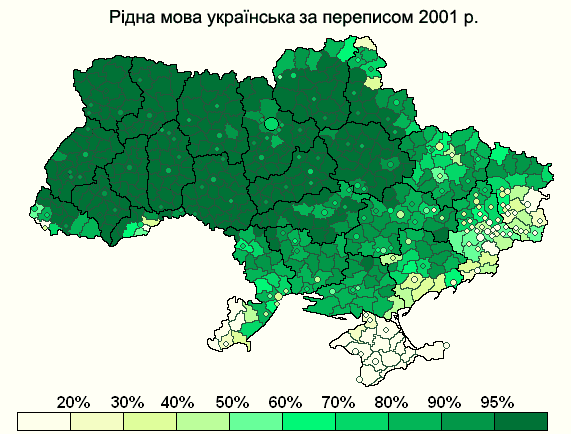
Українці, які вказали українську мову рідною (перепис 2001)

Українці розмовляють українською мовою, що до середини XIX століття називалася «руською», «козацькою» або «малоросійською». Вона належить до слов'янської групи індоєвропейської мовної сім'ї. Ця мова має писемність на основі кирилиці. Розрізняють такі діалекти української мови: північний, південно-західний і південно-східний.
Частина українців Наддніпрянської України говорить російською або суржиком внаслідок зросійщення українських земель у XIX—XX століттях. Так само частина українців Галичини, Буковини і Закарпаття знає польську, румунську та угорську мови через політику полонізації, румунізації та мадяризації цих регіонів у першій половині XX століття.
За переписом 2001 року українці України вільно володіли українською (96,8 %) та російською (58,1 %).
Серед українців діаспори поширені також англійська, іспанська, португальська та німецька мови.

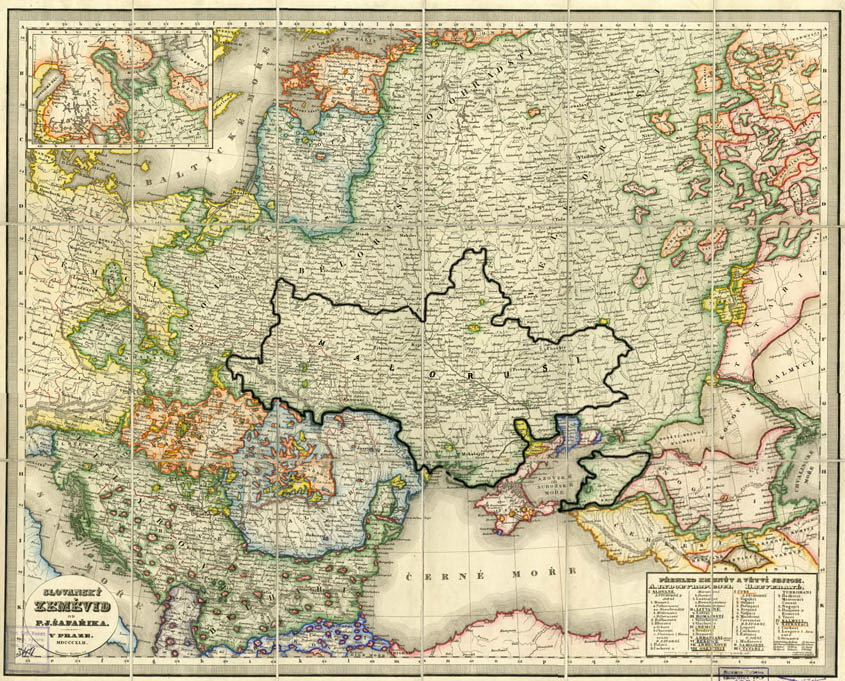
Україномовні на «Слов'янських землях» (1842)
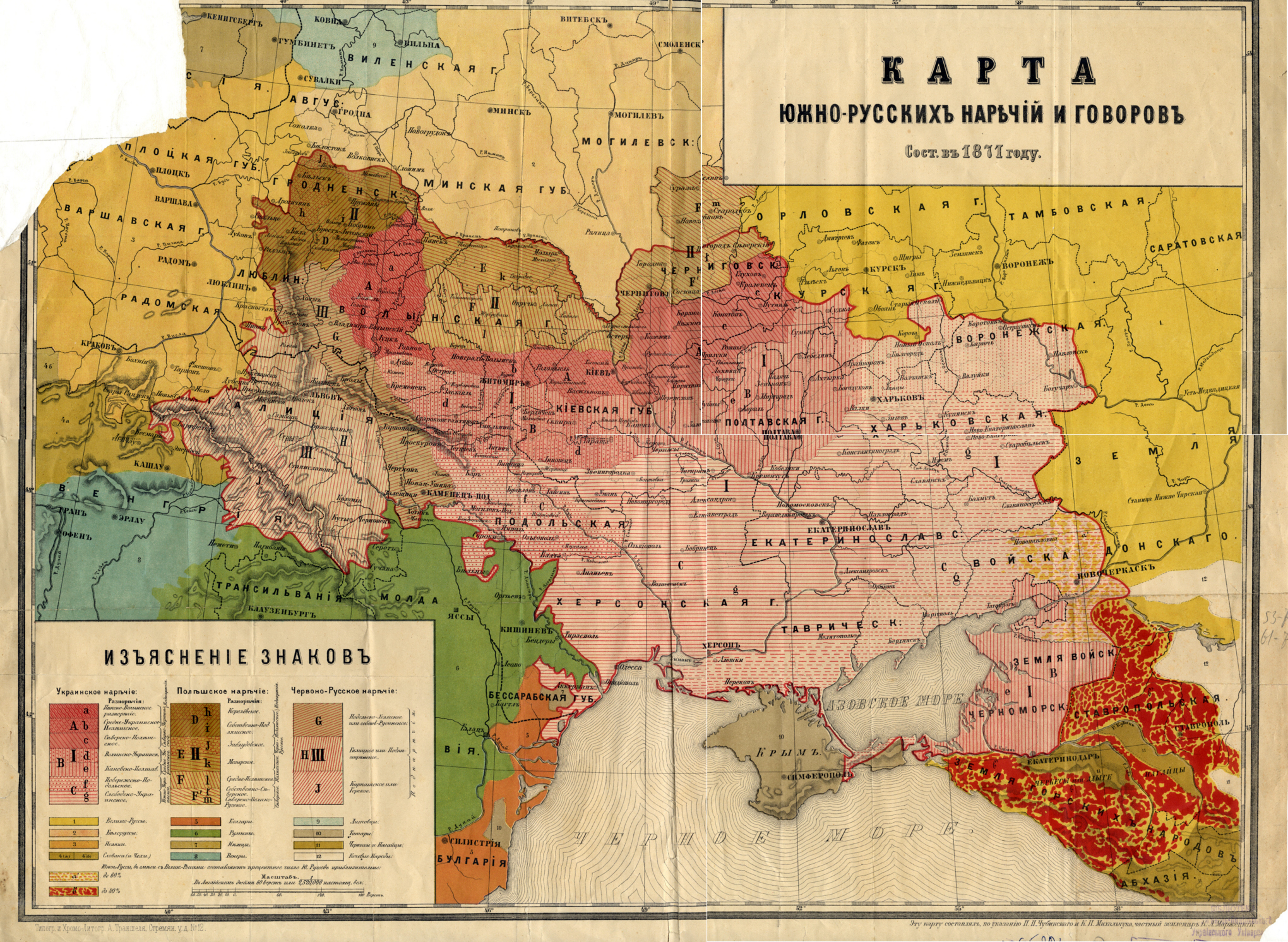
Діалекти української (1871)
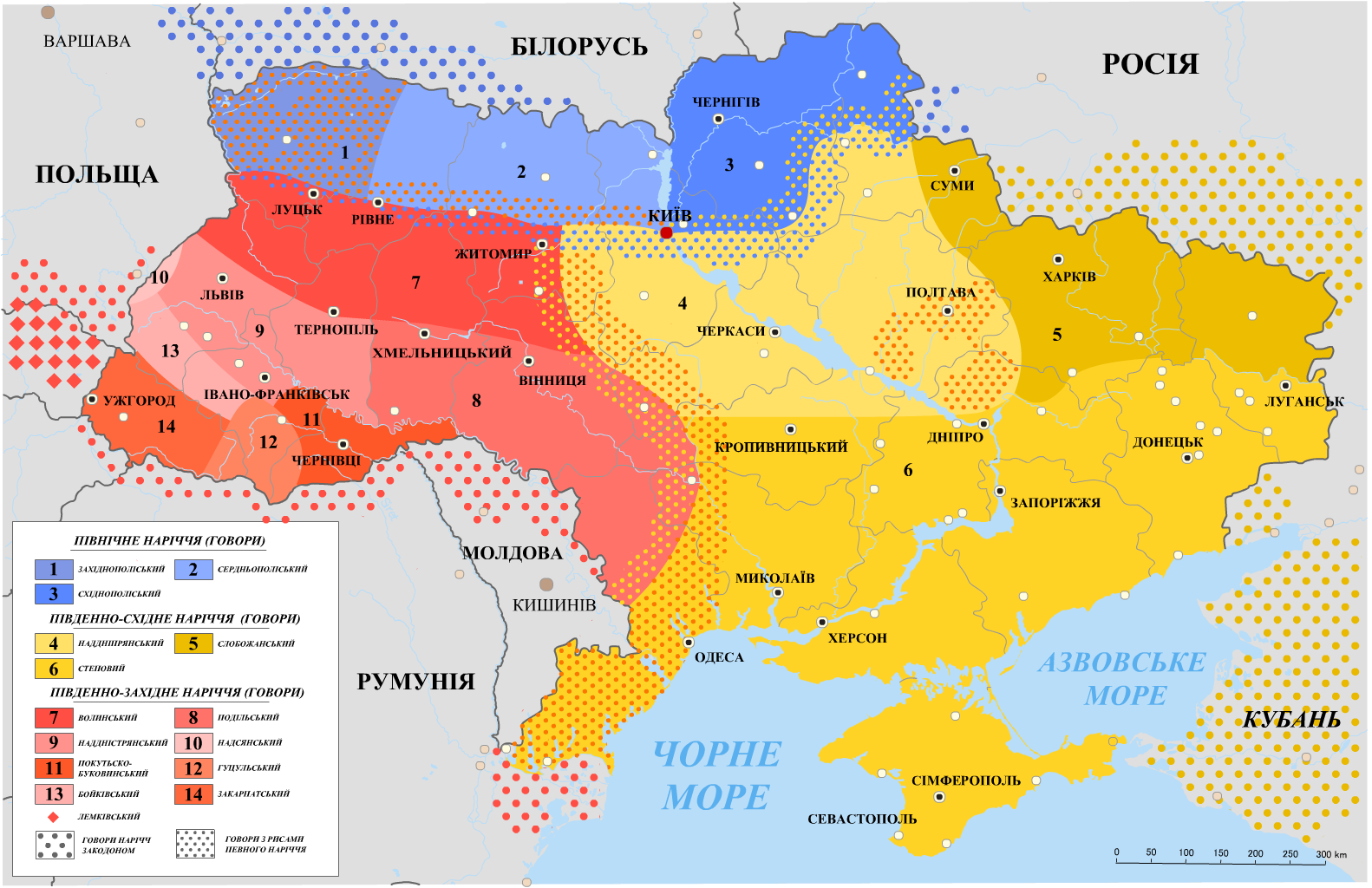
Діалекти української (1960)
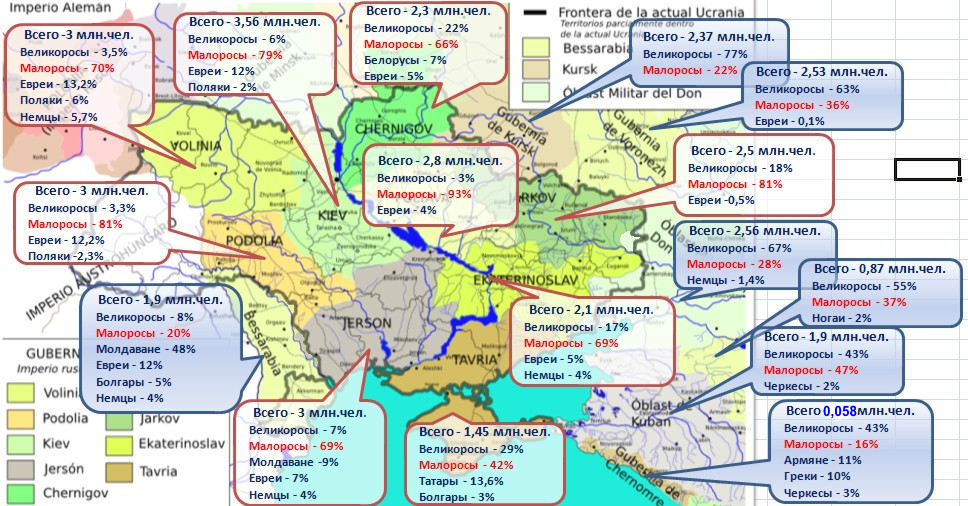
Україномовні в Україні (1897)
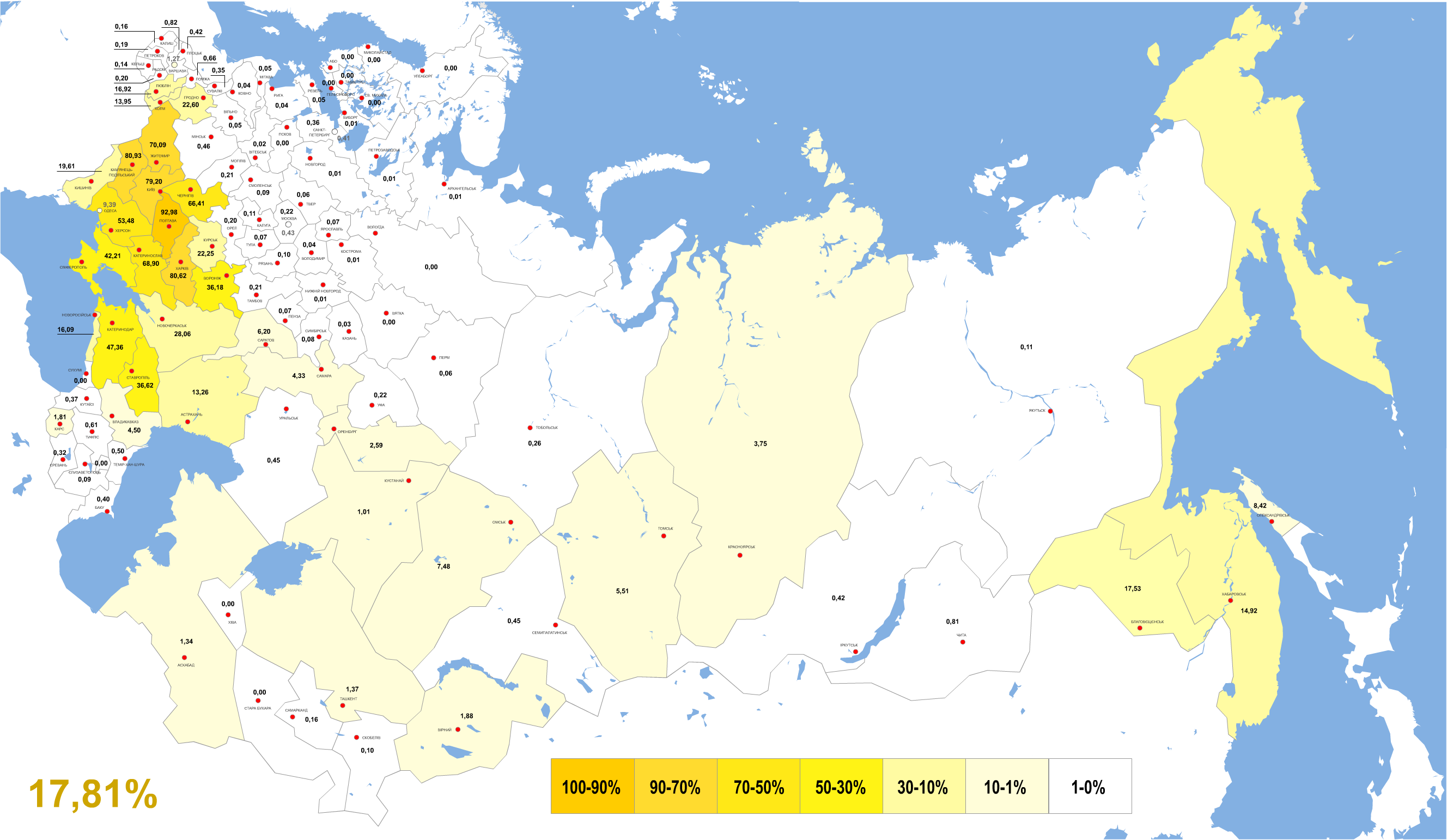
Україномовні в Російській імперії (1897)
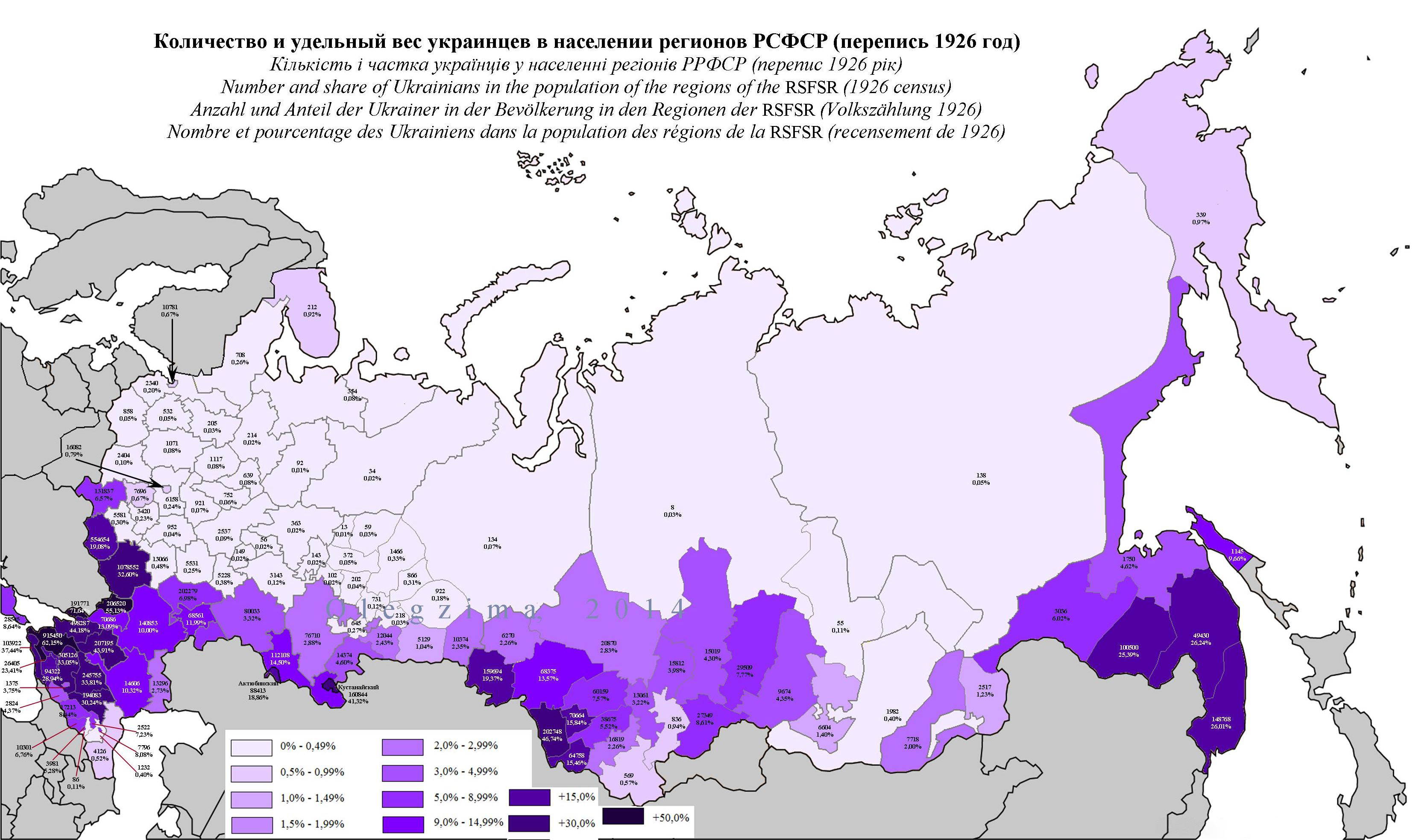
Українці в РСФСР (1926)

## Традиційна культура

### Рільництво
Основна традиційна галузь сільського господарства українців — рільництво з перевагою трипілля (поряд з ним ще в XI столітті в Карпатах і на Поліссі зберігалося підсічно-вогневе й перелогове). Обробляли жито, пшеницю, ячмінь, просо, гречку, овес, коноплі, льон; з кінця XVII століття — кукурудзу, тютюн, з другої половини XVIII століття — соняшник, картоплю; з городніх культур — капусту, огірки, буряк, редьку, цибулю та ін., кавуни й гарбузи (у степових районах), з початку XIX століття — помідори та перець. Для українців здавна характерно присадибне садівництво (яблуні, груші, вишні, сливи, малина, смородина, аґрус, меншою мірою абрикоси, черешня, виноград).
Комплекс традиційних хліборобських знарядь складався з дерев'яного із залізними частинами плуга з передком, рала (однозубого й многозубого), мотики й заступа різних форм, борони, переважно рамкової, та інше. У поліських і частково лівобережних районах замість плуга й рала користалися сохою двох типів: беспередкова (однокінка, Чернігово-Сіверський варіант) і на колесах (литовка, або поліська). Комплекс знарядь збирання складався з серпа, коси, граблів та вил. Молотили ціпом, на півдні — також ковзанкою й кіньми, зрідка молотильною дошкою диканей, на відкритих струмах у полі, у Поліссі — у гумні та клуні; у північних районах хліб підсушувався в клунях. Зерно перероблялося на водяних і лодейних (установлених на човнах або плотах) млинах, а також на вітряках і так званих тупчаках.

### Тваринництво
Українці розводили велику рогату худобу переважно сірої степової та іншої порід, овець, коней, свиней, домашнього птаха. Переважала вигонна, а в Карпатах сезонна відгінна форма випасу тварин. Бджільництво й рибальство грали в господарстві підсобну роль.
Український чумак — перевізник вантажів на великі відстані, особливо солі й риби на здорових возах мажах, запряжених волами. Значне місце в господарстві займали різноманітні промисли й ремесла — ткацтво, поташний, гутний (виробництво скла), гончарний, сукновальний, деревообробний, шкіряний та інші.

### Житло

Українське житло. Будівля XIX століття

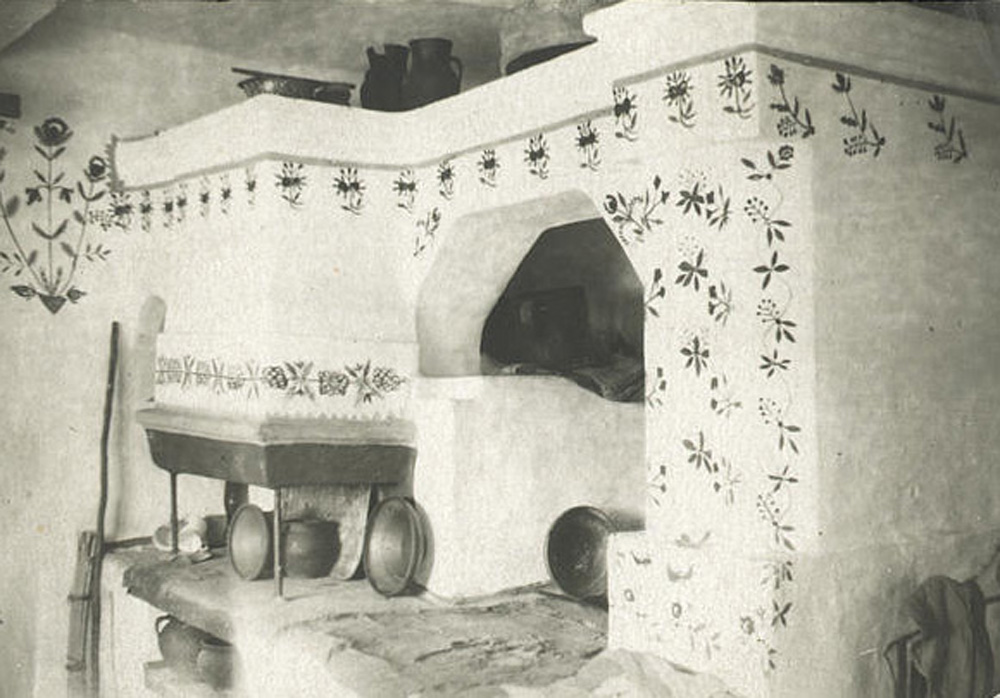
Розмальована піч. Поділля, початок XX століття

Традиційні сільські поселення — села, слободи, хутори вуличного, радіального, розкиданого та іншого планування. Житло дореволюційного селянства — хати (укр. хати), глинобитні або зрубні, побілені зсередини й зовні були двох-трикамерними (типу хата — покрову — хата або хата — покрову — комора), а в бідняцьких господарствах — однокамерними, з глинобитною підлогою, чотирискатної солом'яної, а також з очерету або дранки на даху. У Полісся та в ряді районів Східної Галичини житло залишалося аж до початку XX століття курним або напівкурним.
Основою житла є дубові підвалини, які лежать на кам'яному фундаменті. Відповідно до народних вірувань житло вхідними дверима спрямоване на південь, покуття — на схід, а задня частина хати, відповідно, на північ. Садиба має традиційну для української хати трикамерну будову. Сіни виконують роль прихожої кімнати та господарського вузла. Наступна кімната називається коморою. Це традиційно господарська частина українського житла. Всередині комора залишалася небіленою і використовувалась переважно для зберігання харчових запасів.
При наявності в різних історико-етнографічних районах місцевих особливостей житла, інтер'єр був досить одноманітним. Біля входу в хату праворуч або ліворуч у куті розташовувалася піч, повернена устям до довгої сторони будинку. По діагоналі від неї в іншому куті, парадному, прикрашеному вишитими рушниками, квітами, висіли ікони, стояв стіл (у бідняків іноді — скриня), на якому лежали хліб і сіль, накриті скатертиною. Уздовж стін від стола розташовувалися лави для сидіння. До печі вздовж тильної сторони примикав настил (пив) для спання, над ним висіла вішалка (жердка). На стіні або в куті при вході влаштовувався «мисник» для посуду. Протилежна від входу стіна, а також пекти часто розмальовувалися квітами, особливо якщо в родині була дівчина.
Селянський двір мав залежно від заможності хазяїна одну або кілька господарських будівель: хлів, повітку, комору, на півдні — загінчики для худоби і та інше. Українці жили також в численних містах, передмістях і містечках. Житло бідних містян мало відрізнялося від сільської хати. Заможні жили в будинках, нерідко цегляних або кам'яних, з декількома кімнатами (залою, кухнею, опочивальнею (спальнею) та ін.), з ґанком або верандою, зовні часто пофарбованими.

### Одяг

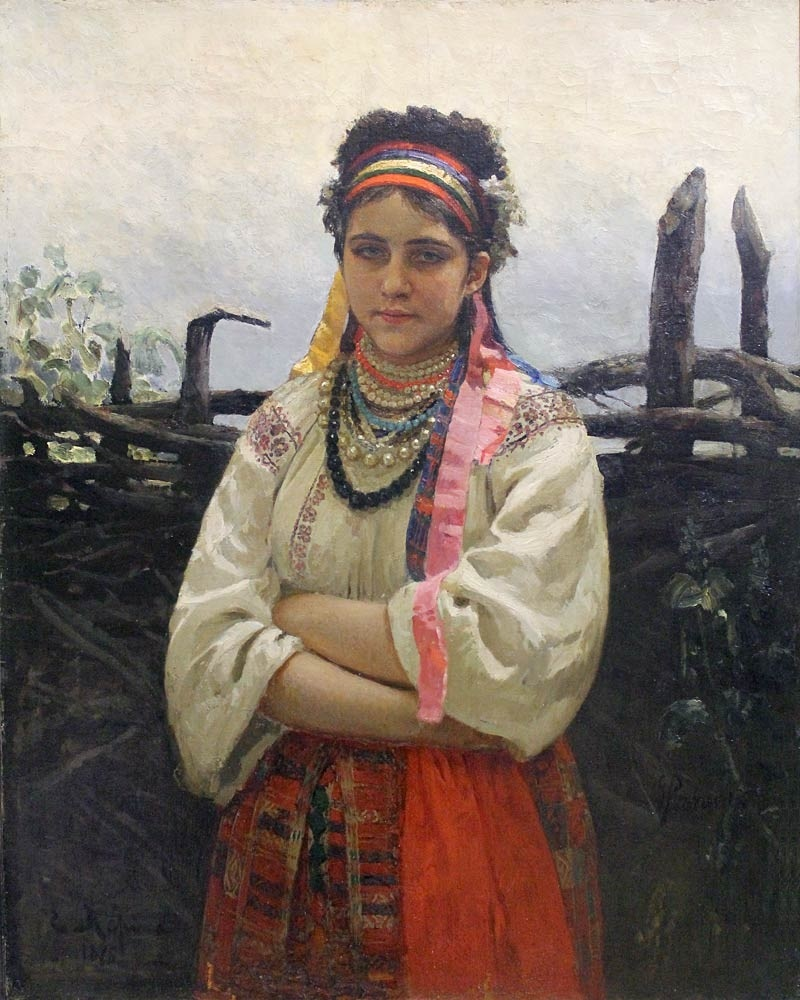
«Українка біля тину» 1876, Ілля Ріпин

Різноманітним і барвистим був народний костюм. Жіночий одяг складався з вишитої сорочки (сорочки — тунікоподібної, поликової або на кокетці) і незшитого одягу: дерги, запаски, плахти (з 19 століття зшитої спідниці); в прохолодну погоду носили безрукавки (керсетки, киптари та ін.). Жінки на Полтавщині у свята поверх сорочки вдягали плахту, а в будні дні — чорну запаску, яку називали також «дергою» або «джергою». Джерга являла собою просто прямокутний шматок чорного або синього тонкого сукна шириною близько 170 см. Поверх нижньої сорочки і запаски в багатьох областях України жінки надягали юпку — верхню приталену сорочку із широкою призібраною нижньою частиною.

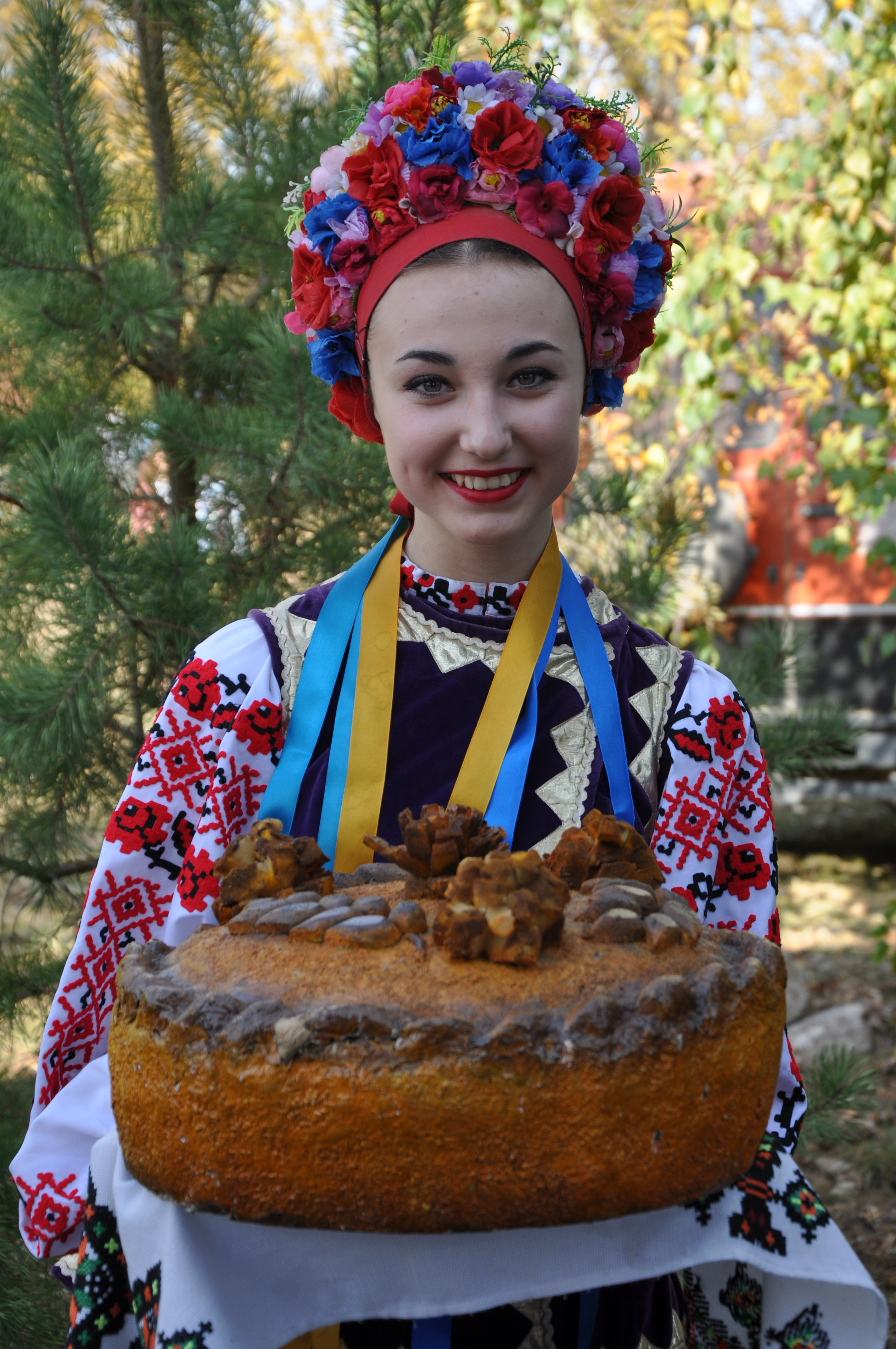
Українка у національному вбранні

Характерна риса українських дівочих головних уборів полягала в тому, що верхня частина голови (маківка) завжди залишалася відкритою, тому дівочі головні убори найчастіше мали форму вінка. Дівчата заплітали волосся в коси, укладаючи їх навколо голови та прикрашаючи стрічками, квітами або надягаючи на голову вінок із паперових квітів, строкатих стрічок. Непокрита голова в одруженої жінки вважалася верхом непристойності, тому із самого одруження жінки носили очіпок — капелюшок із вовняної або шовкової тканини або із парчі, рушникоподібні головні убори (намітки, обруси), або пізніше хустку.
Найдавнішим і найбільш розповсюдженим чоловічим головним убором була шапка, її численні різновиди — шоломок, йолом, яломок, мегерка. У жарку погоду голову покривали солом'яними брилями, іншим часом — повстяними або каракулевими, часто носили смушкові (зі смушків), циліндроподібні шапки.
Чоловічий костюм складався з сорочки (з вузьким стоячим, що часто вив коміром зі шнурком), заправленої в широкі або вузькі штани, безрукавки та пояси.
Найпоширенішим взуттям були постоли з сирицевої шкіри, а в Поліссі — личаки (постоли), серед заможних — чоботи. Виготовлялися личаки з лика лози, липи і в'яза. Взуття складалося з плетеної підошви і петель з боків ступні. На нозі личаки трималися за допомогою конопельної або личаної мотузки, протягненої крізь петлі. Чоботи на території України були відомі зі скіфських часів. Виготовлялися вони із сап'яну — м'якої шкіри особливої вичинки. У часи Київської Русі носили гостроносі чоботи із загнутими догори передами. У широке вживання чоботи ввійшли набагато пізніше — наприкінці XVIII століття, та й то переважно серед заможного населення.
Верхній одяг українців відрізнявся великою розмаїтістю. Жінки й чоловіки носили короткі й довгополі безрукавки, іноді вироблені з хутра. У лемків була чуганя — верхній одяг з наглухо зашитими рукавами, які служили кишенями. Свита — верхній сукняний одяг, звичайно коричневого або чорного кольору — змінювалася залежно від регіону і майнового положення її власника не тільки фасонами, але й покрієм. Вона могла мати каптур («ворок»). Жіноча свита була приталеною. Кунтуш і опанча, однотипний з каптаном одяг з домотканого полотна біло-сірого кольору, були більш ошатними різновидами свити. Козацький жупан із сукна, родич кавказького бешмета. Зимовим чоловічим і жіночим одягом служили шуби або кожухи, які іноді називали «зимогрії». Він шився із 7-9 овечих шкур. Носили його досить довго — 10-15 років, а потім покривали сукном і продовжували носити ще кілька років. На негоду був розрахований кобеняк, що являв собою великий сукняний мішок із прорізом для очей і рота. У старовину кобеняк був найпоширенішим верхнім одягом. У суворі зими його надягали поверх кожуха.
Характерна багата вишивка, аплікація і таке інше.
Пояси були чи не найважливішим елементом чоловічого та жіночого одягу. Чоловіки зав'язували пояс спереду, а жінки — так, щоб кінці пояса і зав'язувалися, і висіли ззаду. Пояси були почасти плетені, а в карпатських українців — шкіряні або з цупкої матерії, дуже довгі, що дозволяли обгорнути талію кілька разів. Вважалося, що пояси чоловіків повинні бути одноколірними, а в жінок — строкатими. Найпоширеніші кольори поясів — червоний і зелений, причому чоловічі пояси найчастіше були червоного кольору.

### Іграшки
Бувають з глини, тіста, дерева, соломи, лози, паперу та іншого. До нас дійшли переважно керамічні та дерев'яні зразки, датовані XIX століттям — «лялька», «кінь», «вершник», «птах» тощо. Глиняні забавки майже в усіх гончарних осередках виробляли переважно жінки і діти гончарів для власних потреб, а з окремих центрів іграшки вивозили на ярмарок. Подільські майстри налагодили випуск свищиків у вигляді коників, баранців, півників. Окрему групу утворюють дотепні механічні забавки з відповідно рухомими елементами — виразні фігурки попарно з'єднаних планками ведмедів, ковалів, ткачів, теслярів, що «працюють» у наслідок руху планок. Найбільш поширеною іграшкою українських дівчаток були ляльки, ув'язані з клаптів тканини. Їх виготовляли для дітей мами і бабусі.
Іграшки, пов'язані з календарними обрядами: «жайворонки» з тіста, котрі випікають навесні мами для своїх дітлахів, аби ті закликали з їх допомогою з вирію пташок; різдвяні пряники — «півники» і «коники»; великодня лялька-панянка з трави. У ритуалах плодючості й продовження роду використовувалась лялька-мотанка. Побутові іграшки: іграшковий посуд, човники, візочки, коники з вершниками, дзиґи, вітрячки, деркачі, фуркала, всілякі цяцьки з кори, дерева, глини, соломи, з овочів, квітів, трави тощо. Діти виготовляли їх самі (для себе або молодших братів і сестер).

### Кухня
Їжа дуже розрізнялася в різних верств населення. Основу харчування становили рослинна та борошняна їжа (борщ, галушки, різноманітні юшки), каші (особливо пшоняні та гречана); вареники, пампушки з часником, лемішка, локшина, кисіль та інше. Значне місце в їжі займала риба, у тому числі солона. М'ясна їжа селянству була доступна лише на свята. Найпопулярнішими були свинина й свиняче сало. З борошна з додаванням маку та меду випікали численні маківники, коржі, книші, бублики. Поширені були такі напої, як узвар, варенуха, сирівець, різноманітні наливки й горілка, у тому числі популярна горілка з перцем. Як обрядові страви найпоширеніші були каші — кутя та коливо з медом.

### Суспільний устрій
У суспільному житті українського села до кінця 19 століття зберігалися пережитки патріархальних відносин, значне місце посідала сусідська громада — громада. Притаманні були багато традиційних гуртових форм праці (толока, супряга) і відпочинку (парубочі громади — об'єднання неодружених хлопців; вечорниці й досвітки, новорічні колядки й щедрівки та інше). Панівною формою родини українців була мала, з вираженою владою її глави — чоловіка та батька, хоча аж до початку 20 століття, особливо в Полісся й у Карпатах, зберігалися залишки великої патріархальної родини.

### Символіка
Низка дослідників вважає, що коза і вовк є тотемними тваринами племен, з яких сформувався український народ. Серед них — О. Знойко, В. Давидюк, Г. Лозко, М.-Л. А. Чепа. При цьому коза як тотем притаманна для переважної частини України від Київщини й Чернігівщини до Гуцульщини в Карпатських горах, а ознаки вовка як тотема поширені на волинському Поліссі й частково чернігівському Поліссі.
У тих регіонах України, де вовк є тотемом, під час новорічної народної вистави водіння кози на свято Щедрого вечора щедрувальники вдягалися не лише в шкіру кози, але й у шкіру вовка. Етнографами записано на Чернігівщині пісню при щедро-вечірньому водінні кози, де згадується також і вовк.
Калина — символ життя, крові, вогню. Деякі дослідники пов'язують її назву із сонцем, жаром, паланням.
Вінок — символ життя, долі, життєвої сили; символ дівоцтва. Вінок є також символом довершеності:
Рушник — смуга полотна сама по собі має насичене символічне значення — дороги, долі, захисту. А коли ця смуга мала на собі виткані чи вишиті знаки-обереги — захисна сила її, посилювалась. Рушник використовується в багатьох обрядах, насамперед тих, що пов'язані зі шлюбом і проводами в потойбіччя.
Писанка — символ Сонця; життя, його безсмертя; любові і краси; весняного відродження; добра, щастя, радості.
Вишиванка — символ здоров'я, краси, щасливої долі, родової пам'яті, порядності, чесності, любові, святковості; оберіг.
Вишня — символ світового дерева, життя; символ України, рідної землі; матері; дівчини-нареченої.
Волосся — символ богині неба, землі; багатства; розвитку духовних сил; енергії, вогню, плодючості, здоров'я; символ скорботи, трауру; обстрижене волосся — символ покритки /стриги/, втраченого дівоцтва, цнотливості; «народження-смерті»; вічної пам'яті; оберіг. Волосся — багатозначний символ. Волосся на голові символізувало духовні сили людини, і водночас — ірраціональні космічні сили та біологічні інстинкти.

### Музика та співи

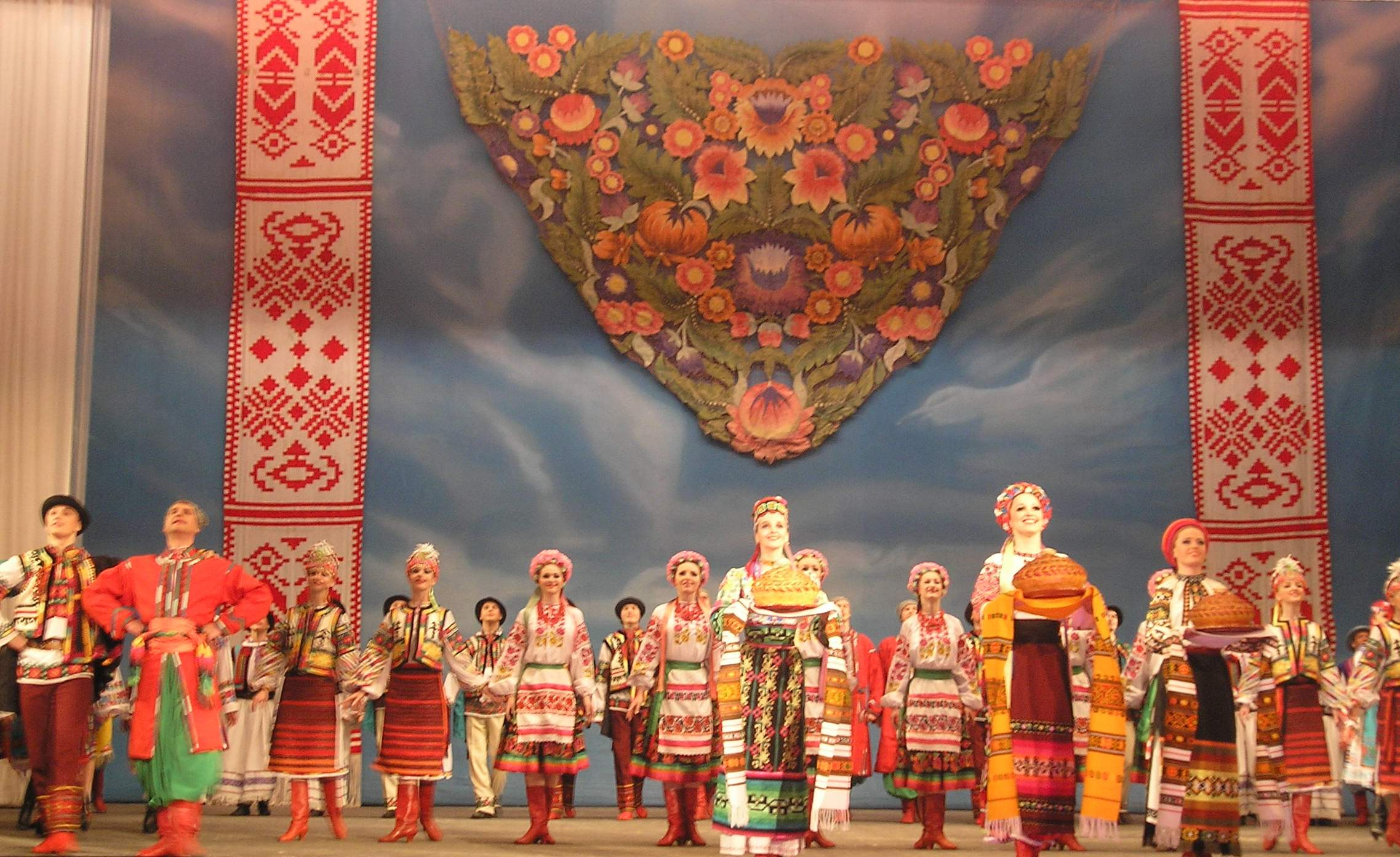
Ансамбль Вірського

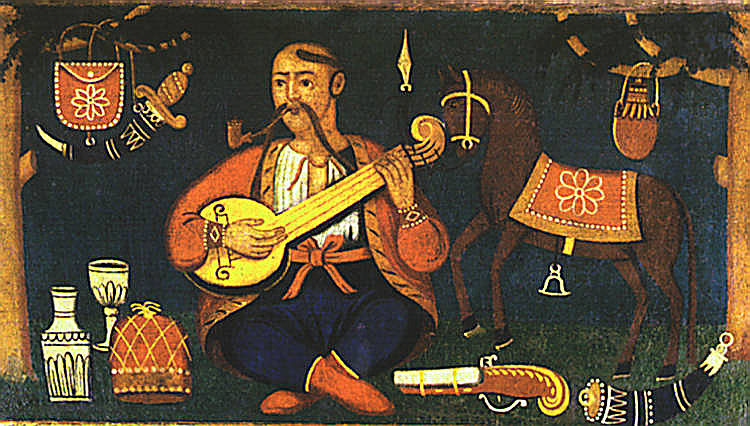
Козак Мамай

В українському музичному фольклорі найпоширенішими є пісні (календарно-обрядові, псальми, родинно-обрядові, соціально-побутові, історичні, чумацькі, жартівливі, коломийки, дитячі), а також думи (епічні речитативи в супроводі кобзи або бандури), які співали незрячі кобзарі й лірники.
Календарно-обрядові пісні — це колядки та щедрівки, веснянки, троїцькі, петрівчані, купальські. Родинно-обрядові — весільні, голосіння.
Серед інструментальних ансамблів найпоширеніший — троїсті музики, які грали на весіллях, ярмарках, танцях. Це скрипка, басоля і бубон або ж скрипка, цимбали і бубон.

#### Національні музичні інструменти

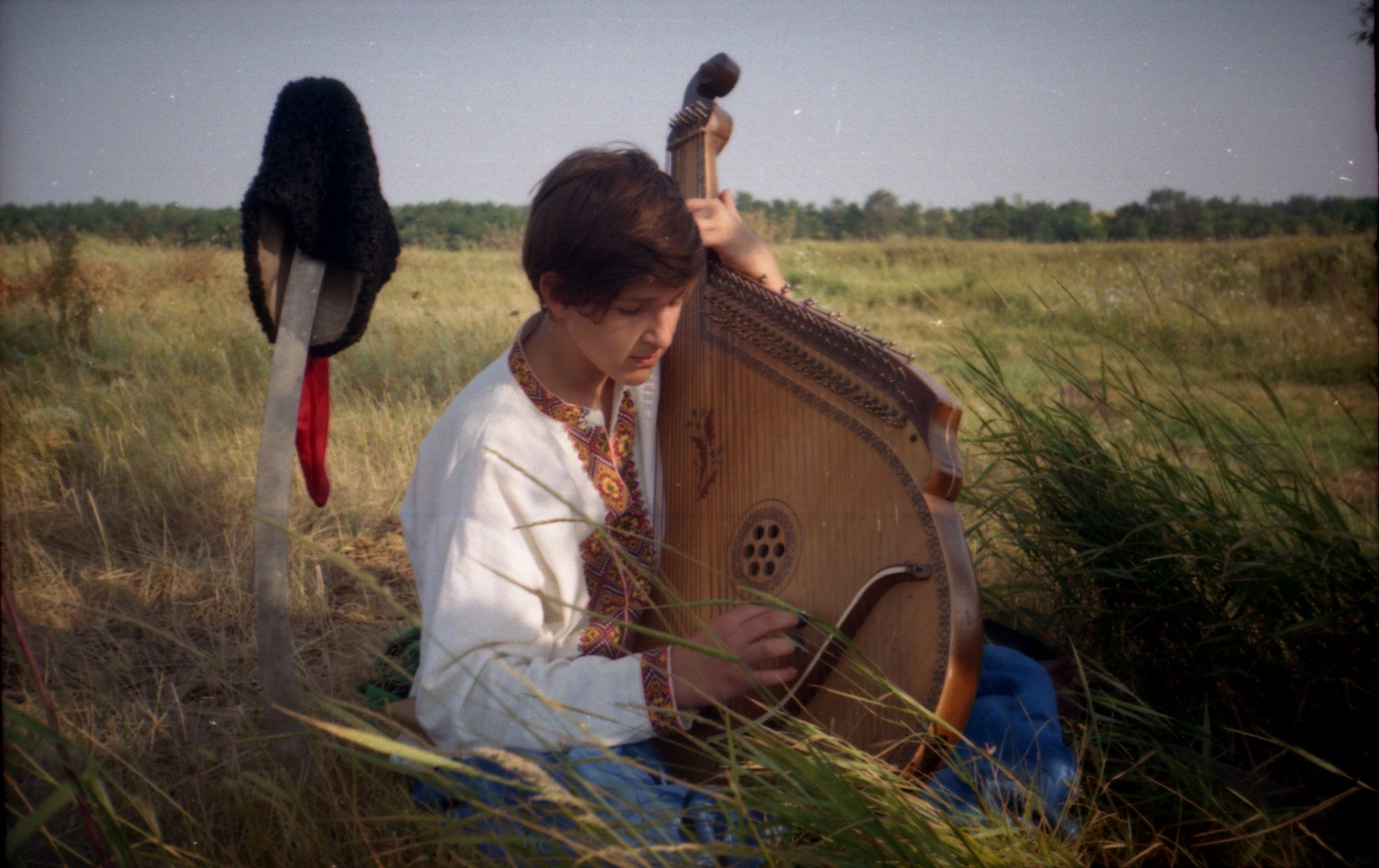
Українець, що грає на бандурі

Бандура — український традиційний струнний щипковий інструмент, можливо, походить від давньоруських гуслів. Має ковшеподібний корпус з грифом і 12 струн (іноді більше, до 30). На бандурі грають, перебираючи струни обома руками, тримаючи її на колінах вертикально. Найбільшого розповсюдження бандура досягла в епоху козацтва. Бандура як найвідоміший український народний інструмент стала одним із символів української культури.
Гуслі — найстародавніший український щипковий музичний інструмент, що був дуже популярним у Київській Русі. У гуслях струни натягнуто на трикутний дерев'яний резонансний ящик. Звук на інструменті видобувають, тримаючи його на колінах горизонтально, защипуючи струни пальцем. З часів Київської Русі гуслі проіснували в побуті мешканців України ймовірно аж до XIX століття, оскільки ще Пантелеймон Куліш згадував, що бачив співця-гусляра.
Кобза — старовинний інструмент, що на початку мав три струни, вузьку шийку і довгастий корпус. Згодом число струн збільшилося, гриф укоротився, корпус округлився, з'явилися приструнки і зникли лади («українця, що любить прикрашати свою музику найтоншими мелізмами, не задовольняла визначеність ладу», — писав дослідник Гнат Хоткевич). На поширеній у минулі століття в Україні народній картині «Козак Мамай» можна побачити цей інструмент. Має стрій, подібний до гітари (4-8 струн). На кобзі грають, притискаючи лівою рукою струни на грифі. Рігельман у своїх замітках XVIII століття писав, що в селі більше грають на кобзі, а в місті — на бандурі.
Басоля — український народний смичковий інструмент, що формою нагадує віолончель. Має чотири струни.
Колісна ліра — у її супроводі незрячі мандрівні співці-лірники співали псальми, також грали жартівливі, танцювальні мелодії на ярмарках. Прототипом такої ліри є грецький монохорд, що мав одну струну й одну клавішу, яка пересувалася вздовж струни. У зміненому вигляді інструмент у IX століття був поширений у Західній Європі. В Україні колись існували цілі школи лірників.
Торбан — струнний інструмент з грифом. Поширений серед української шляхти, називався ще «панська бандура». На торбані грав Іван Мазепа (тривалий час торбан з гербом гетьмана зберігався у Чернігівському музеї).
Коза (дуда) — інструмент на зразок волинки. Прототип сучасної гармоніки. Міх виготовляється зі шкури кози — білий і кудлатий. Має свисток і кілька дудок.
Трембіта — духовий інструмент з дерева смереки, що довжиною буває до трьох метрів. Інструмент гірняків-гуцулів. Трембітають на полонинах, та в час поховального ритуалу. Звуком трембіти сповіщають сумні вістки, а на полонинах передають необхідні сигнали на далеку відстань.
Цимбали — струнний ударний інструмент. Дерев'яна пласка скринька у формі трапеції або дерев'яна рама, на якій натягнуті струни. На цимбалах грають за допомогою паличок чи молоточків. Цимбали поширені також у Польщі, Угорщині, Румунії, Білорусі.

### Танці

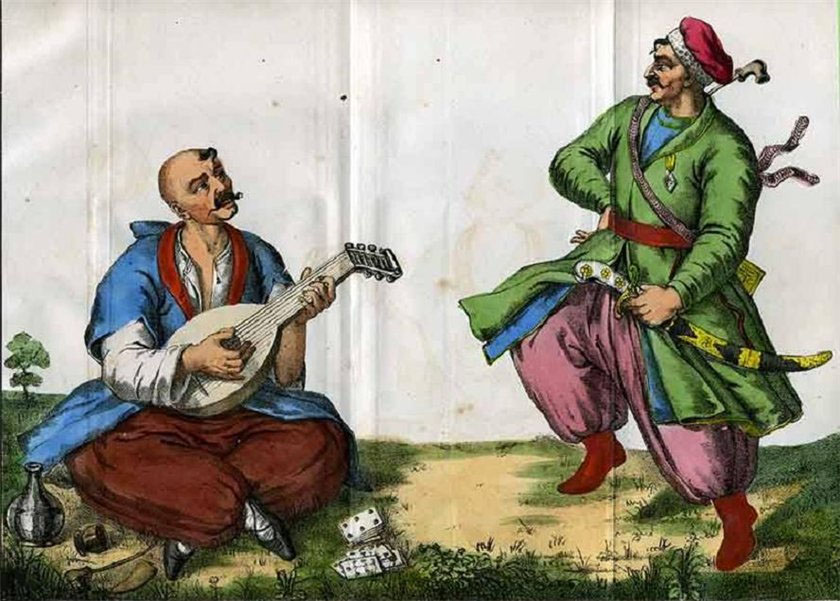
Козаки, один грає на бандурі, інший танцює

Найпоширеніші танці в українців — гопак, козак, аркан, чеберячка, коломийка, гречаники, плескач, голубка, ойра, краков'як, карапет, полька. Є багато гарних традиційних вальсових мелодій. Українські танці, різноманітні за хореографічним малюнком, будуються на таких танцювальних рухах: перемінний крок, присядки, дрібушки, вихилясники, тинки тощо.
Гопак — народний танець, швидкий, запальний. Чоловіки імпровізують складні фігури, аж до високих стрибків, змагаючись у спритності.
«Кругові» та «ключеві» хороводи (у пісенному супроводі). До «кругових» належали такі хороводи, у час яких одна з дівчат у середині утвореного товаришками кола зображувала рухами все те, про що вони співали. Після закінчення пісні, дівчина ставала в коло, а на її місце виходила інша. «Ключеві» хороводи виводили дівчата довгою лінією — «ключем».

## Релігія
Згідно з соціологічним дослідженням Центра Разумкова, станом на 2019 рік, близько 66 % українців вважають себе віруючими, близько 12 % вагаються між вірою та невір'ям, частка невіруючих 5,4 %, атеїстів 4 %, людей яким це байдуже 6,5 %. Ще 5,9 % не змогли визначитись. У територіальному розподілі найвищий рівень віруючих людей на Заході України (81 %), найнижчий на Півдні та Сході (52 % та 53 %). Невіруючих та атеїстів найменше на Заході (2 %), найбільше на Сході (20 %).

### Християнство
Абсолютна більшість українців православні християни (55.4%), також поширений католицизм (обох обрядів: римо-католицизм (1%), греко-католицизм (12%) та протестантизм (2.5%). Значна частина (9.8%) відносить себе до християн без певної конфесії. 18.4% українців не відносять себе до жодного з релігійних віросповідань.
Католицькі віряни належать переважно до:
- Римо-католицької церкви в Україні (1%)
- Української греко-католицької церкви (12%)[65]
- Мукачівської греко-католицької єпархії (0.2-1%)

Православні віряни належать переважно до:
- Православна церква України (35.2%)
- Українська православна церква (Московський патріархат) (5.5%)
- Інші православні організації (0.1%).

Проте 13% православних не відносить себе до жодної з церков.
Протестантські віряни належать переважно до:
- Українська лютеранська Церква
- Всеукраїнський союз церков євангельських християн-баптистів
- Українська Церква Християн Віри Євангельської
- Церква адвентистів сьомого дня в Україні
- Харизматичний рух
- Церква Христа
- Інші протестантські організації.

#### Інші течії
- Свідки Єгови[67] та Церква Ісуса Христа святих останніх днів (0.2%)

Основними святами українців-християн є Різдво Христове і Великдень (Воскресіння Христове).

### Інші релігії
Частки українців, що є мусульмани, буддистами, індуїстами чи язичниками незначна і коливається від 0,1 до 1 %.

## Найвідоміші українці та українки

### Державні, військові, політичні, громадські діячі

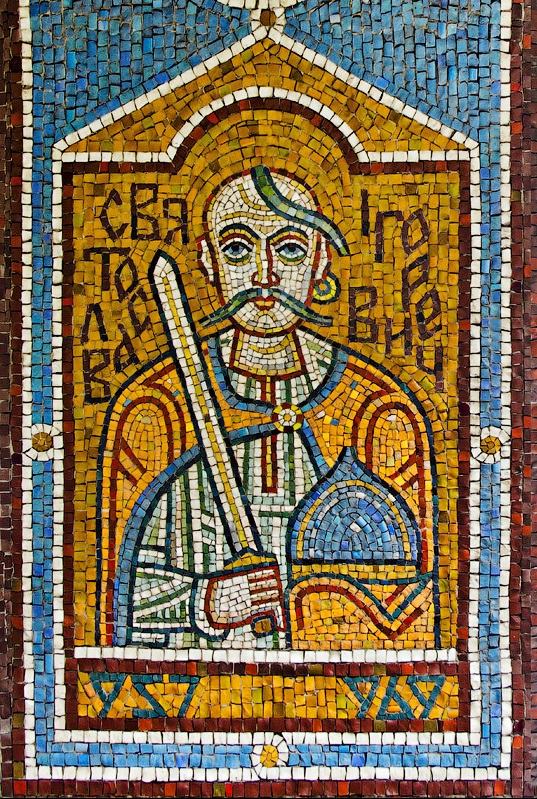
Князь Святослав Хоробрий, мозаїка «Золотих воріт»

Блок «Козацька Україна»: Іван Богун, Іван Ґонта, Іван Підкова, Іван Сірко

- Кий, Щек, Хорив і Либідь (бл. V—VI століття) — міфічні засновники і правителі Києва.
- Аскольд і Дір (? — 882) — напівлегендарні київські князі (860—882), командувачі походу на Константинополь, в 860-тих роках Аскольд прийняв хрещення
- Ігор (? — 944) — князь київський, засновник руської княжої династії Рюриковичів.
- Ольга (бл. 910—969) — київська правляча княгиня, православна та католицька свята.
- Святослав Хоробрий (бл. 938—972) — великий князь київський.
- Володимир Великий (бл. 960—1015) — великий князь київський, хреститель Русі.
- Ярослав Мудрий (бл. 983—1054) — великий князь київський.
- Анна Ярославна (бл. 1032—1075) — київська княжна, королева Франції, дружина короля Генріха I, мати короля Філіппа І.
- Володимир Мономах (1053—1125) — великий князь київський.
- Роман Мстиславич (1152—1205) — великий князь київський князь володимирський, галицький , засновник Галицько-Волинського князівства.
- Данило Романович (1201—1264) — великий князь київський, король Русі.
- Костянтин Острозький (1460—1530) — волинський князь, військовий і державний діяч Литовської держави, великий гетьман литовський.
- Роксолана (бл. 1502—1558) — османська державна діячка українського походження, дружина султана Сулеймана І, мати султана Селіма II.
- Дмитро Вишневецький (бл. 1515—1554) — волинський князь, магнат, козацький ватажок, військовий діяч Литовської держави.
- Костянтин Василь Острозький (1526—1608) — волинський князь, магнат, культурний і політичний діяч Литовської держави.
- Петро Конашевич-Сагайдачний (бл. 1570—1622) — гетьман реєстрового козацтва, кошовий отаман Запорозької Січі.
- Богдан Хмельницький (1595—1657) — гетьман Війська Запорозького, засновник і очільник Гетьманщини.
- Іван Виговський (бл. 1608—1664) — гетьман Війська Запорозького, очільник Гетьманщини.
- Іван Сірко (бл. 1610—1680) — козацький ватажок, кошовий отаман Запорозької Січі, кальницький полковник.
- Іван Богун (бл. 1618—1664) — козацький ватажок, полковник подільський, кальницький і паволоцький.
- Петро Дорошенко (1627—1698) — гетьман Війська Запорозького, очільник Гетьманщини.
- Іван Мазепа (1639—1709) — гетьман Війська Запорозького, очільник Гетьманщини.
- Петро Калнишевський (бл. 1690—1803) — останній кошовий отаман Запорозької Січі.
- Олекса Довбуш (1700—1745) —український опришок, найвідоміший опришківський ватажок у Карпатах.
- Максим Залізняк (1740—1769) — козацький отаман, очільник гайдамацького повстання, відомого як Коліївщина.
- Михайло Грушевський (1866—1934) — український державний та політичний діяч, історик, голова Центральної Ради УНР.
- Павло Скоропадський (1873—1945) — український державний, військовий та політичний діяч, гетьман Української Держави.
- Симон Петлюра (1879—1926) — український державний, військовий та політичний діяч, головний отаман військ УНР, голова Директорії УНР.
- Володимир Винниченко (1880—1951) — український державний та політичний діяч, письменник, перший голова Директорії УНР.
- Нестор Махно (1888—1934) — український військовий і політичний діяч, анархіст, командувач Революційної повстанської армії України.
- Євген Коновалець (1891—1938) — український військовий і політичний діяч, полковник армії УНР, перший голова ОУН.
- Мілена Рудницька (1892—1976) — українська громадсько-політична діячка, журналістка, письменниця, піонерка українського фемінізму.
- Роман Шухевич (1907—1950) — український військовий і політичний діяч, головний командир УПА.
- Тарас Бульба-Боровець (1908—1981) — український військовий й політичний діяч, засновник партизанської організації УПА «Поліська Січ».
- Степан Бандера (1909—1959) — український політичний діяч, ідеолог і теоретик українського націоналістичного руху.
- Ярослав Стецько (1912—1986) — український політичний та військовий діяч, активний діяч ОУН, один із ідеологів та провідників українського націоналізму.
- Левко Лук'яненко (1928—2018) — український політичний і громадський діяч, письменник, юрист, дисидент.
- В'ячеслав Чорновіл (1937—1999) — український політичний і громадський діяч, публіцист, дисидент.
- Дмитро Коцюбайло (1995—2023) —  український доброволець, лейтенант (посмертно), командир батальйону «Вовки Да Вінчі» Збройних сил України, Герой України.
- Валерій Залужний (1973) — український воєначальник, Головнокомандувач ЗСУ під час російського вторгнення 2022 року.
- Олександра Матвійчук (1983) — українська правозахисниця, голова ЦГС, організації нагородженої Нобелівською премією миру.

### Мислителі, письменники, поети

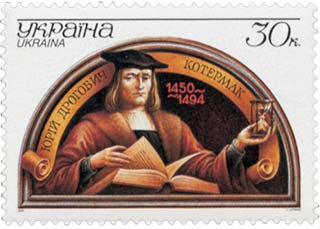
Юрій Дрогобич

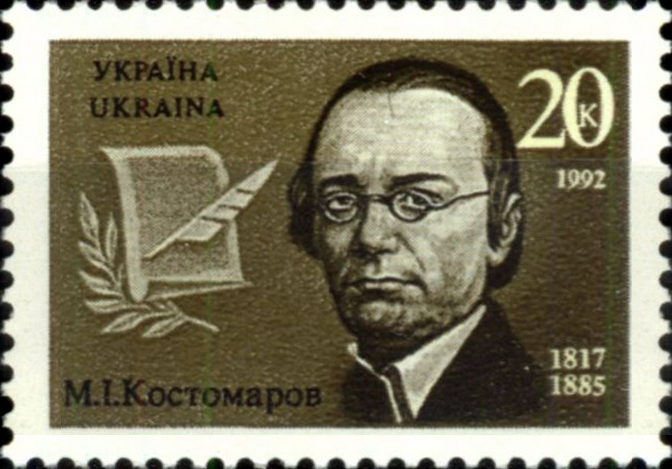
Микола Костомаров

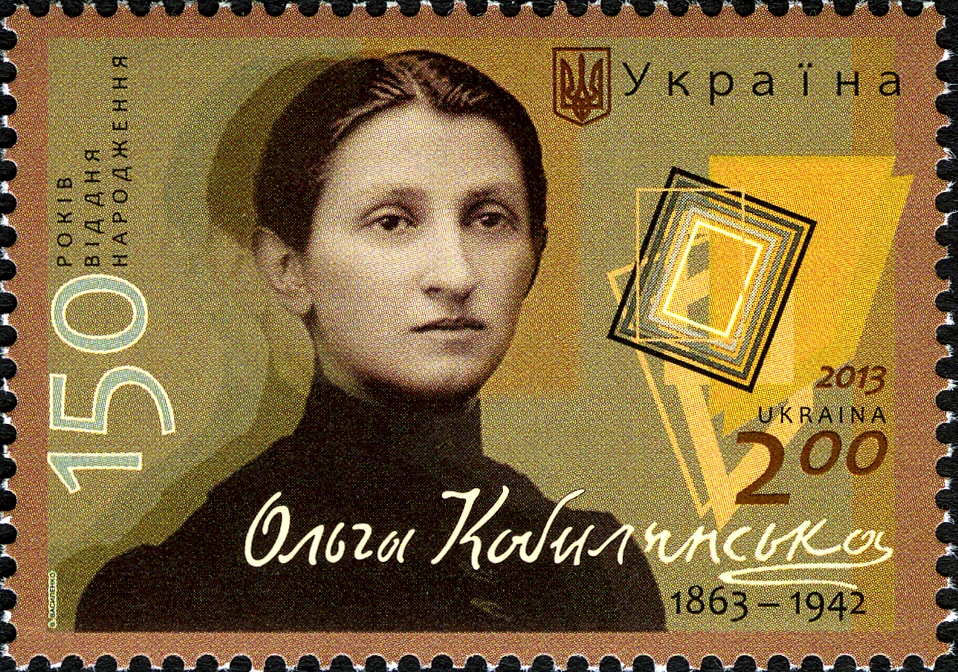
Ольга Кобилянська

- Нестор Літописець (бл. 1056—1114) — київський літописець та агіограф, чернець.
- Юрій Дрогобич (1450—1494) — український, польський та італійський філософ, астроном, поет, ректор Болонського університету.
- Лаврентій Зизаній (бл. 1550—1634) — український філолог, письменник, богослов.
- Памво Беринда (бл. 1550—1632) — український енциклопедист, мовознавець, лексикограф, письменник, поет, чернець.
- Іван Вишенський (бл. 1550—1621) — український релігійний письменник-полеміст, чернець.
- Мелетій Смотрицький (1557—1633) — український мовознавець, письменник, церковний і освітній діяч Речі Посполитої.
- Климентій Зіновіїв (бл. 1650—1717) — український письменник, етнограф, священник.
- Самійло Величко (1670—1728) — український козацько-старшинський літописець.
- Феофан Прокопович (бл. 1677—1736) — український богослов, письменник, математик, філософ, ректор Київської академії.
- Григорій Сковорода (1722—1794) — український філософ-містик, богослов, поет.
- Іван Котляревський (1769—1838) — український письменник.
- Григорій Квітка-Основ'яненко (1778—1843) — український письменник.
- Микола Гоголь (1809—1852) — український російськомовний письменник.
- Євген Гребінка (1812—1848) — український письменник.
- Тарас Шевченко (1814—1861) — український письменник, мислитель, художник.
- Микола Костомаров (1817—1885) — український письменник, історик, етнограф.
- Пантелеймон Куліш (1819—1897) — український письменник, фольклорист, етнограф, мовознавець
- Іван Нечуй-Левицький (1838—1918) — український письменник, етнограф, фольклорист.
- Павло Чубинський (1839—1884) — український поет, етнолог, фольклорист, громадський діяч.
- Михайло Драгоманов (1841—1930) — український публіцист, історик, філософ, фольклорист, громадський діяч.
- Олена Пчілка (1849—1895) — українська письменниця, фольклористка, публіцистка, громадська діячка.
- Наталія Кобринська (1855—1920) — українська письменниця, організаторка жіночого руху в Україні.
- Іван Франко (1856—1916) — український письменник, мовознавець, історик, філософ, громадський і політичний діяч.
- Ольга Кобилянська (1863—1942) — українська письменниця та феміністка.
- Борис Грінченко (1863—1910) — український письменник, лексикограф, етнограф, історик.
- Михайло Коцюбинський (1864—1913) — український письменник, громадський діяч.
- Леся Українка (1871—1913) — українська письменниця, перекладачка, фольклористка, феміністка та культурна діячка.
- Василь Стефаник (1871—1936) — український письменник, громадський і політичний діяч.
- Дмитро Донцов (1883—1973) — український публіцист, літературний критик, філософ, політичний діяч.
- Остап Вишня (1889—1956) — український письменник.
- Микола Зеров (1890—1937) — український поет, полеміст, літературознавець.
- Павло Тичина (1891—1967) — український поет, публіцист, громадський діяч.
- Микола Хвильовий (1893—1933) — український письменник.
- Максим Рильський (1895—1964) — український поет, публіцист, мовознавець.
- Майк Йогансен (1895—1937) — український письменник.
- Іван Багряний (1906—1963) — український письменник.
- Олена Теліга (1906—1942) — українська поетеса та публіцистка, діячка ОУН.
- Богдан-Ігор Антонич (1909—1937) — український письменник.
- Микола Руденко (1920—2004) — український письменник, філософ, правозахисник, дисидент.
- Іван Світличний (1929—1992) — український письменник, літературознавець, громадський діяч, дисидент.
- Всеволод Нестайко (1930—2014) — український письменник.
- Ліна Костенко (1930) — українська поетеса та письменниця, громадська діячка.
- Мирослав Попович (1930—2018) — український філософ, письменник, історик.
- Іван Дзюба (1931—2022) — український письменник, літературознавець, громадський діяч, дисидент.
- Григір Тютюнник (1931—1980) — український письменник, громадський діяч.
- Василь Симоненко (1935—1963) — український поет, журналіст, громадський діяч.
- Василь Стус (1938—1985) — український поет, публіцист, правозахисник, дисидент.
- Юрій Андрухович (1960) — український письменник.
- Оксана Забужко (1960) — українська письменниця, феміністка, публічна інтелектуалка.
- Сергій Жадан (1974) — український письменник.

### Науковці, інженери

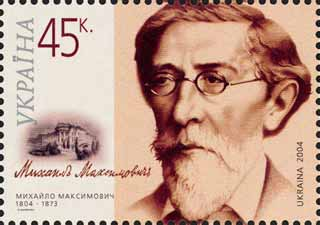
Михайло Максимович

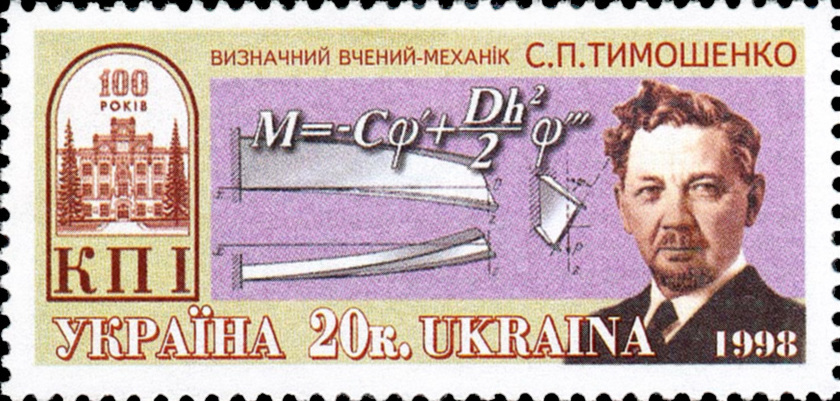
Степан Тимошенко

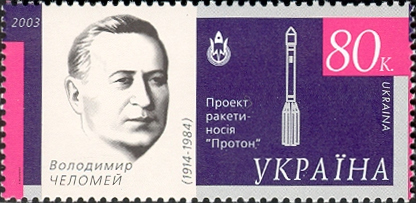
Володимир Челомей

- Михайло Остроградський (1801—1861) — український математик, механік і фізик.
- Михайло Максимович (1804—1873) — український історик, філолог, етнограф, ботанік, перший ректор Київського університету.
- Іван Пулюй (1845—1918) — український та австро-угорський фізик і електротехнік.
- Дмитро Яворницький (1855—1940) — український історик, археолог, етнограф, фольклорист, лексикограф.
- Микола Гамалія (1859—1949) — український мікробіолог та епідеміолог.
- Володимир Вернадський (1863—1945) — український геохімік, мінералог, філософ, один з засновників і перший президент УАН.
- Данило Заболотний (1866—1929) — український мікробіолог, епідеміолог, президент ВУАН.
- Степан Тимошенко (1878—1972) — український, американський та німецький вчений у галузі механіки, батько теоретичної механіки.
- Олександр Богомолець (1881—1946) — український вчений у галузі патофізіології, президент АН УРСР.
- Ігор Сікорський (1889—1972) — американський авіаконструктор українського походження.
- Михайло Кравчук (1892—1942) — український математик.
- Юрій Кондратюк (1897—1942) — український математик і інженер, один з піонерів теорії космічних польотів.
- Феодосій Добжанський (1900—1975) — український і американський еволюційний біолог, генетик і зоолог.
- Георгій Кістяківський (1900—1982) — американський фізик і хімік українського походження, учасник Мангеттенського проєкту.
- Сергій Корольов (1907—1966) — український вчений у галузі космонавтики, конструктор перших супутників і космічних кораблів.
- Архип Люлька (1908—1984) — український конструктор радянських авіаційних двигунів.
- Валентин Глушко (1908—1989) — український конструктор двигунів радянської ракетно-космічної техніки.
- Володимир Челомей (1914—1984) — український вчений у галузі механіки, конструктор радянської ракетно-космічної техніки.
- Катерина Ющенко (1919—2001) — українська вчена та винахідниця у галузі кібернетики.
- Платон Костюк (1924—2010) — український фізіолог, нейрофізіолог, біофізик.
- Марина Вязовська (1984) — українська і німецька вчена у галузі математики, лауреатка Медалі Філдса.

### Космонавти, астронавти, льотчики

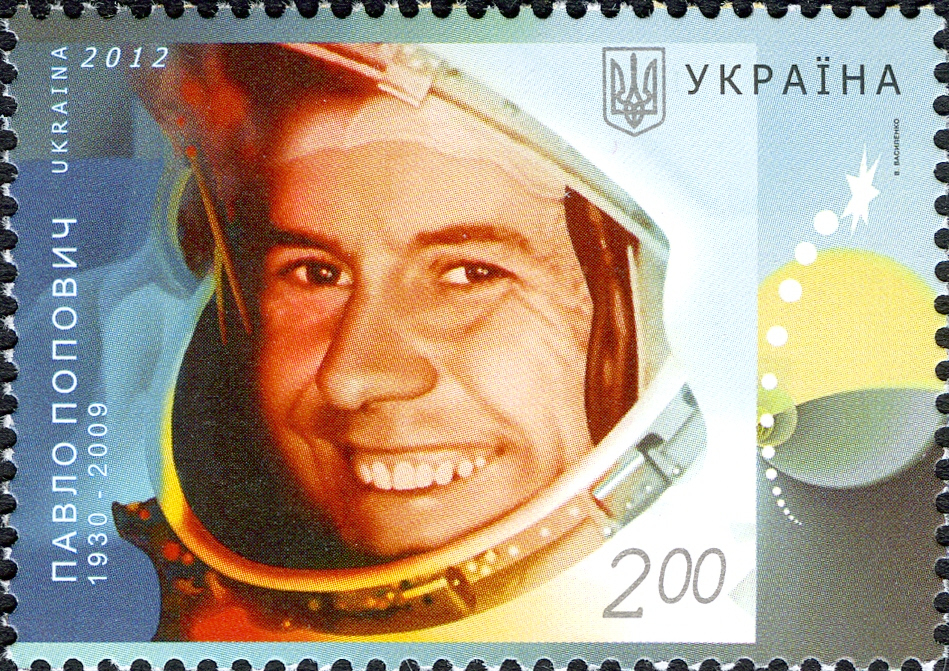
Павло Попович

- Іван Кожедуб (1920—1991) — український радянський льотчик-ас, найрезультативніший винищувач Антигітлерівської коаліції.
- Павло Попович (1930—2009) — український радянський льотчик і космонавт, перший українець в космосі.
- Роберта Бондар (1945) — канадська астронавтка українського походження.
- Леонід Каденюк (1951—2018) — український льотчик і космонавт, перший і єдиний астронавт незалежної України.
- Гайдемарі Стефанишин-Пайпер (1963) — американська астронавтка українського походження.

### Мандрівники
- Юрій Лисянський (1773—1837) — український військовик і мандрівник на російській та британській службі, навколосвітній мореплавець.
- Микола Миклухо-Маклай (1846—1888) — російський мандрівник українського походження, антрополог, етнограф, географ.
- Софія Яблонська (1907—1971) — українська та французька мандрівниця, письменниця, журналістка, фотографка.

### Релігійні діячі

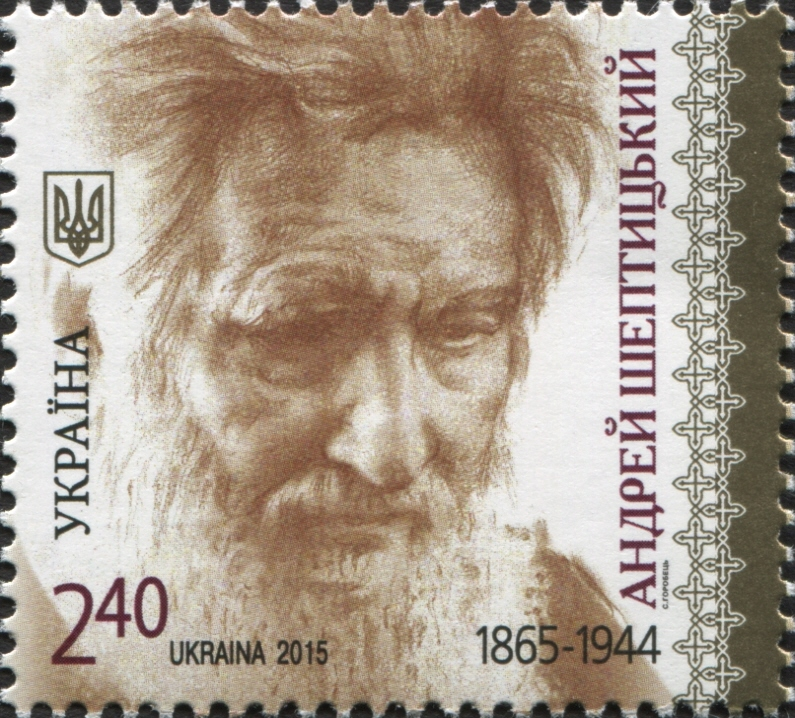
Андрей Шептицький

- Антоній Печерський (бл. 982—1073) — київський церковний діяч, чернець, засновник Києво-Печерської лаври, християнський святий.
- Іларіон Київський (бл. 990—1088) — київський церковний діяч, митрополит київський та всієї Русі, письменник, християнський святий.
- Феодосій Печерський (бл. 1009—1074) — київський церковний діяч, чернець, християнський святий.
- Климент Смолятич (бл. 1110—1164) — київський церковний діяч, митрополит київський та всієї Русі, письменник, богослов.
- Іпатій Потій (1541—1613) — церковний діяч Речі Посполитої, митрополит київський, галицький і всієї Русі.
- Дмитро Туптало (1651—1709) — український церковний діяч, письменник і богослов.
- Андрей Шептицький (1865—1944) — український церковний діяч, предстоятель Української греко-католицької церкви.
- Йосип Сліпий (1892—1984) — український церковний діяч, кардинал, предстоятель Української греко-католицької церкви.
- Любомир Гузар (1933—2017) — український церковний діяч, кардинал, предстоятель Української греко-католицької церкви.
- Станіслав Широкорадюк (1956) — український церковний діяч, єпископ Харківсько-Запорізької дієцезії.

### Музики, композитори, співаки

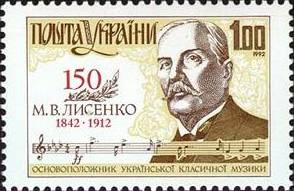
Микола Лисенко

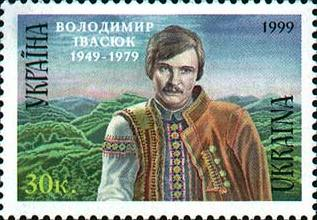
Володимир Івасюк

- Боян (бл. 1016—1106) — напівлегендарний поет-співець при дворі київських князів.
- Маруся Чурай (бл. 1625—1653) — напівлегендарна українська народна співачка і поетеса.
- Максим Березовський (1745—1777) — український композитор, диригент і співак.
- Дмитро Бортнянський (1751—1825) — український композитор, диригент і співак.
- Остап Вересай (1803—1890) — український кобзар, виконавець народних дум і пісень.
- Михайло Вербицький (1815—1870) — український композитор, хоровий диригент, священник.
- Микола Лисенко (1842—1912) — український композитор, піаніст, диригент, збирач пісенного фольклору.
- Соломія Крушельницька (1872—1952) — українська оперна співачка та освітянка.
- Микола Леонтович (1877—1921) — український композитор, піаніст, диригент, збирач музичного фольклору.
- Гнат Хоткевич (1877—1938) — український композитор, письменник, історик, бандурист, етнограф, театральний і громадський діяч.
- Борис Лятошинський (1894—1968) — український композитор і диригент.
- Анатолій Солов'яненко (1932—1999) — український оперний співак.
- Мирослав Скорик (1938—2020) — український композитор і музикознавець.
- Ніна Матвієнко (1947—2023) — українська співачка та акторка.
- Володимир Івасюк (1949—1979) — український композитор і виконавець, поет, автор низки широко відомих українських пісень.
- Квітка Цісик (1953—1998) — американська співачка українського походження, лауреатка премії Оскар.
- Руслана Лижичко (1973) — українська співачка і композиторка, переможниця «Євробачення» (2004).

### Художники, архітектори

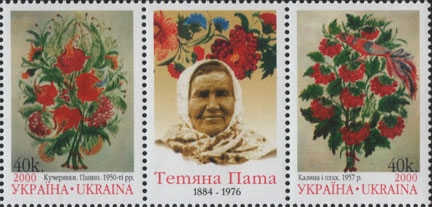
Тетяна Пата

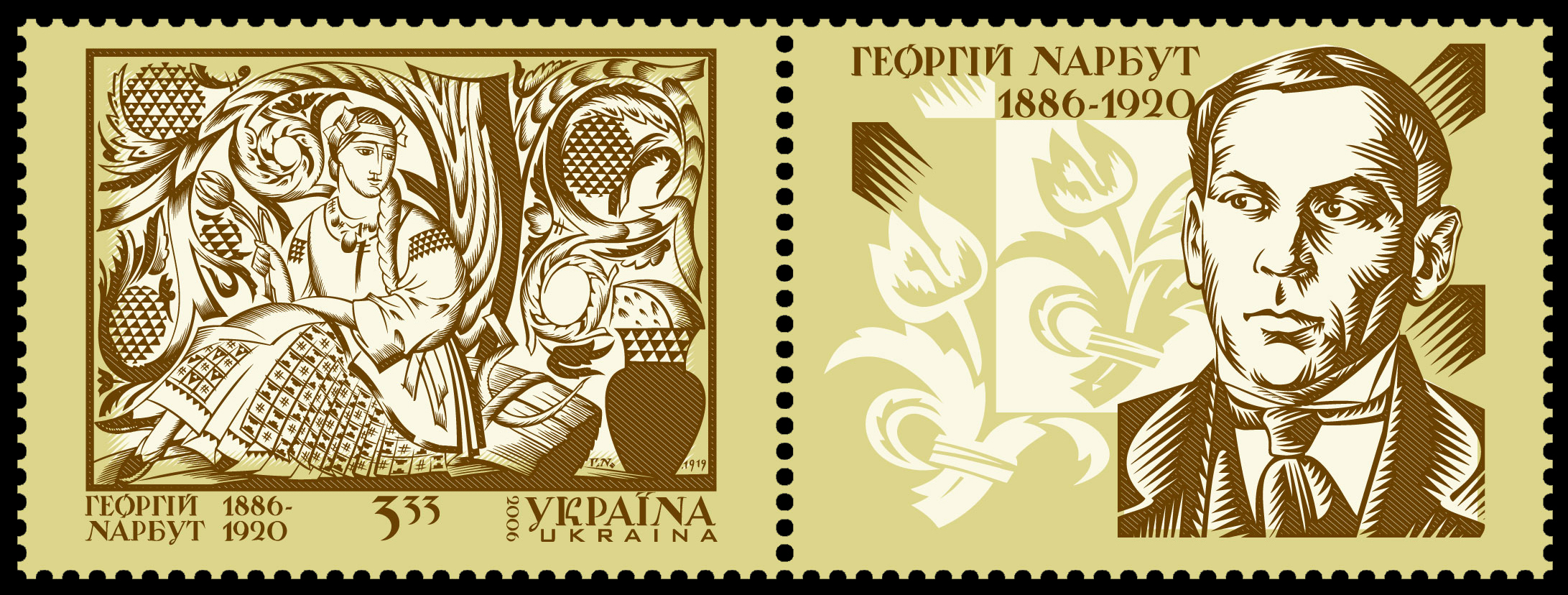
Георгій Нарбут

- Аліпій Печерський (бл. 1050—1114) — київський іконописець, мозаїст, ювелір, чернець, християнський святий.
- Іван Григорович-Барський (1713—1791) — український архітектор, представник пізнього козацького бароко.
- Ілля Рєпін (Ріпин) (1844—1930) — український живописець.
- Сергій Васильківський (1854—1917) — український живописець, пейзажист, баталіст.
- Микола Пимоненко (1862—1912) — український живописець.
- Василь Кричевський (1872—1952) — український художник, архітектор, графік.
- Олександр Мурашко (1875—1919) — український живописець.
- Михайло Бойчук (1881—1937) — український художник, засновник художнього напрямку, відомого як «Бойчукізм».
- Тетяна Пата (1884—1976) — українська народна художниця, майстриня петриківського розпису.
- Георгій Нарбут (1886—1920) — український художник, графік, ілюстратор.
- Олександр Архипенко (1887—1964) — український та американський скульптор.
- Катерина Білокур (1900—1961) — українська народна художниця.
- Марія Примаченко (1908—1997) — українська народна художниця.
- Алла Горська (1929—1970) — українська художниця, одна з перших представниць андерграунду, правозахисниця.
- Іван Марчук (1936) — український живописець.

### Театральні діячі

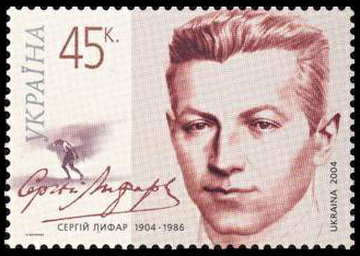
Сергій Лифар

- Михайло Старицький (1839—1904) — український театральний діяч і письменник.
- Марко Кропивницький (1840—1910) — український театральний діяч і письменник.
- Іван Карпенко-Карий (1845—1907) — український театральний діяч і письменник.
- Марія Заньковецька (1854—1934) — українська акторка і театральна діячка.
- Лесь Курбас (1887—1937) — український театральний діяч, драматург, актор, публіцист.
- Микола Куліш (1892—1937) — український драматург.
- Серж Лифар (1904—1986) — український і французький балетний танцівник і хореограф.

### Кіномитці

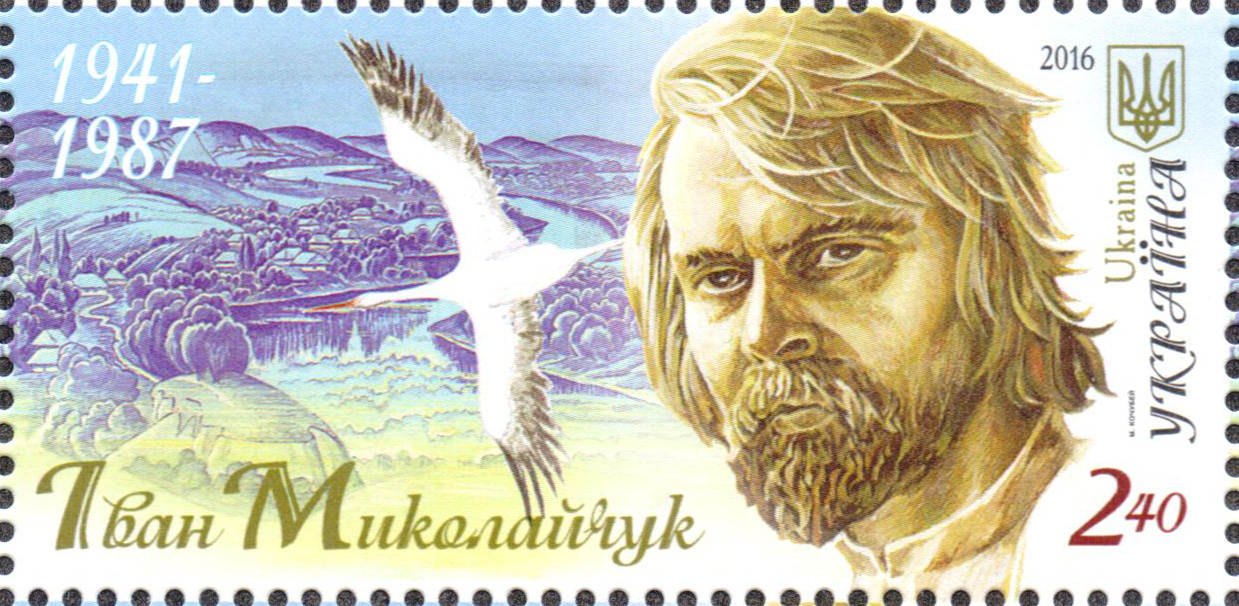
Іван Миколайчук

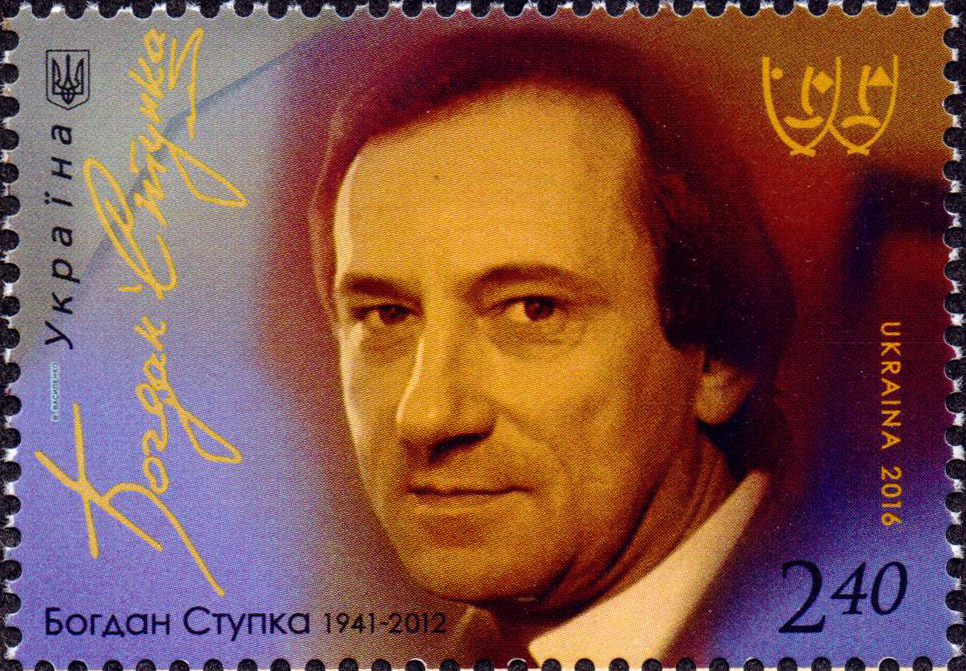
Богдан Ступка

- Олександр Довженко (1894—1956) — український радянський режисер, піонер, теоретик і класик світового кінематографу.
- Анатоль Літвак (1902—1974) — американський режисер, сценарист та оператор єврейського походження з України (Київ).
- Джек Пеланс (Володимир Палагнюк) (1919—2006) — американський актор українського походження, лауреат премії Оскар.
- Сергій Бондарчук (1920—1994) — український радянський режисер та актор.
- Григорій Чухрай (1921—2001) — український радянський режисер і сценарист.
- Леонід Биков (1928—1979) — український радянський режисер, сценарист та актор.
- Юрій Іллєнко (1936—2010) — український режисер, оператор і сценарист.
- Ада Роговцева (1937) — українська акторка.
- Лариса Шепитько (1939—1979) — українська радянська режисерка, сценаристка та акторка.
- Іван Миколайчук (1941—1987) — український актор, сценарист і режисер, один з найвпливовіших діячів українського кінематографу.
- Богдан Ступка (1941—2012) — український актор.
- Ліза Холоденко (1964) — американська режисерка та сценаристка українсько-єврейського походження.
- Віра Фарміґа (1973) — американська акторка, режисерка та продюсерка українського походження.
- Ольга Куриленко (1979) — французька акторка українського походження.
- Міла Куніс (1983) — американська акторка єврейського походження з України.
- Мстислав Чернов (1985) — український режисер, документаліст, журналіст, лауреат премії Оскар.

### Спортсмени

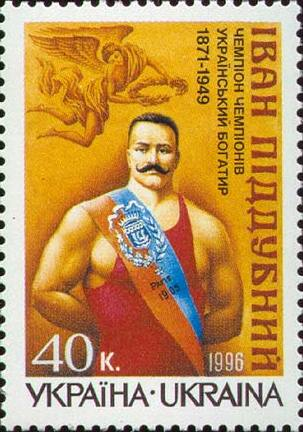
Іван Піддубний

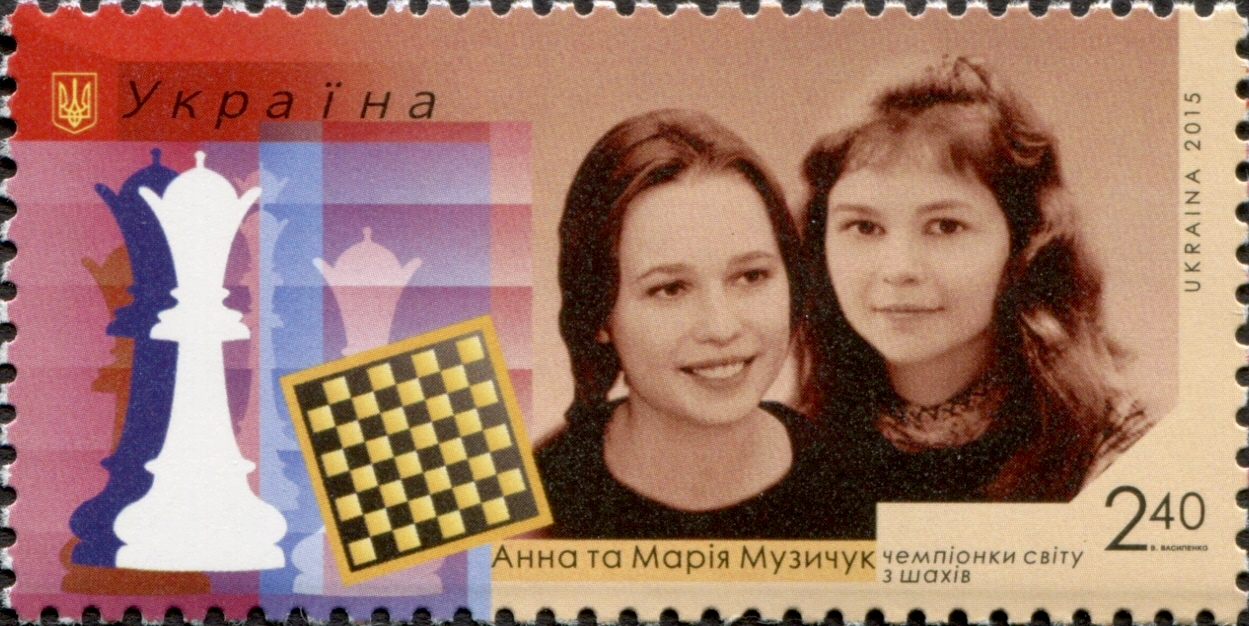
Анна та Марія Музичук

- Іван Піддубний (1871—1949) — український борець, шестиразовий чемпіон світу.
- Валерій Лобановський (1939—2002) — український футболіст і тренер, один з найтитулованіших тренерів в історії світового футболу.
- Олег Блохін (1952) — український футболіст і тренер, володар «Золотого м'яча» (1975).
- Сергій Бубка (1964) — український легкоатлет (стрибки із жердиною), багаторазовий чемпіон світу, олімпійський чемпіон.
- Василь Іванчук (1969) — український шахіст, гросмейстер, чемпіон світу з бліцу (2007) і швидких шахів (2016).
- Брати Клички (1971, 1976) — українські боксери, чемпіони світу з боксу у важкій вазі.
- Василь Вірастюк (1974) — український стронгмен, «Найсильніша людина світу» (2004).
- Андрій Шевченко (1976) — український футболіст і тренер, володар «Золотого м'яча» (2004).
- Оксана Баюл (1977) — українська фігуристка, олімпійська чемпіонка, чемпіонка світу.
- Лілія Подкопаєва (1978) — українська гімнастка, олімпійська чемпіонка, чемпіонка світу.
- Яна Клочкова (1982) — українська плавчиня, чотириразова олімпійська чемпіонка, багаторазова чемпіонка світу.
- Руслан Пономарьов (1983) — український шахіст, гросмейстер, чемпіон світу (2002).
- Ганна Безсонова (1984) — українська гімнастка, багаторазова чемпіонка світу, дворазова олімпійська бронзова призерка.
- Олександр Усик (1987) — український боксер, багаторазовий чемпіон світу, олімпійський чемпіон.
- Василь Ломаченко (1988) — український боксер, багаторазовий чемпіон світу, дворазовий олімпійський чемпіон.
- Ольга Харлан (1990) — українська фехтувальниця на шаблях, багаторазова чемпіонка світу, дворазова олімпійська чемпіонка.
- Сестри Анна та Марія Музичук (1990, 1992) — українські шахістки, гросмейстери, чемпіонки світу.
- Еліна Світоліна (1994) — українська тенісистка, третя ракетка світу, олімпійська бронзова призерка, чемпіонка WTA Finals (2018).
- Дар'я Білодід (2000) — українська дзюдоїстка, дворазова чемпіонка світу, олімпійська бронзова призерка.
- Ярослава Магучіх (2001) — українська легкоатлетка (стрибки у висоту), дворазова чемпіонка світу, олімпійська чемпіонка, світова рекордсменка.

### Рекомендована література
- Український народ в його минулому та теперішньому, СПб.: Типографія Товарищества «Общественная польза», 1914.

### Етнографія
Українські дослідники:
- Українська етнографія [Архівовано 11 лютого 2005 у Wayback Machine.]
- В. Дяченко «Антропологічні типи на етнічній території українського народу» [Архівовано 7 січня 2010 у Wayback Machine.]
- В.Балушок «Як русини стали українцями»
- В.Балушок «Коли ж народився український народ?»
- (рус.) В.Балушок «Своевольная» Украина[недоступне посилання з липня 2019]
- О.Чирков «Зовнішня міграція — головна причина наявності етнічно неукраїнської людності в сучасній Україні» [Архівовано 11 серпня 2009 у Wayback Machine.]
- Міфологічні джерела української етнокультурної моделі: Психологічний аспект [Архівовано 9 серпня 2014 у Wayback Machine.]. — Донецьк: Укр. культуролог. центр, Донецьке відділ. НТШ, 2007. — 264 с.